# Petershagen
Petershagen is een stad en gemeente in de Duitse deelstaat Noordrijn-Westfalen, gelegen in de Kreis Minden-Lübbecke. Het stadje met de 28 bijbehorende dorpen telt in totaal 25.045 inwoners (31 december 2020) op een oppervlakte van 211,95 km².

## Plaatsen in de gemeente Petershagen

Ortsteile van Petershagen

Het getal tussen haakjes achter elk van de 29 dorpen en gehuchten in de gemeente (Ortsteile) is het aan de website van de gemeente ontleende aantal inwoners. Peildatum: 2 maart 2025. Totaal gehele gemeente 26.167 inwoners.
- Bierde	(622)
- Buchholz (121)
- Döhren	(832)
- Eldagsen (1.021)
- Friedewalde (1.637)
- Frille	(1.230)
- Gorspen-Vahlsen (866)
- Großenheerse (85)
- Hävern	(105)
- Heimsen (651)
- Ilse (358)
- Ilserheide (481)
- Ilvese	(442)
- Jössen	(323)
- Lahde (3.701), het op een na belangrijkste plaatsje in de gemeente, waar ook de kolencentrale en het treinstation staan
- Maaslingen (408)
- Meßlingen (468)
- Neuenknick (780)
- Ovenstädt (1.358)
- Petershagen-Kernstadt (4.143)
- Quetzen (1.084)
- Raderhorst (401)
- Rosenhagen (285)
- Schlüsselburg (476)
- Seelenfeld (285)
- Südfelde (426)
- Wasserstraße (885)
- Wietersheim (1.153)
- Windheim (1.540)

## Ligging, verkeer, vervoer
De gemeente Petershagen ligt in een vrij vlak en bosarm gebied met overwegend hoogveen- en zanderige, vrij onvruchtbare bodems, aan weerszijden van de hier sterk meanderende Wezer, 10 km ten noorden van Minden. De stad Hannover ligt 50 km ten oosten van Petershagen. De noordelijke buurgemeente is de Samtgemeinde Uchte en de oostelijke buurgemeente is Bückeburg.
De gemeente vormt de noordoostelijke uithoek van de deelstaat Noordrijn-Westfalen. De meeste buurgemeenten liggen in Nedersaksen.	
Aan de westkant van de Wezer loopt de Bundesstraße B61 door de gemeente (deze komt ca. 100 km noordelijker in Bremen uit). Aan de oostkant van de Wezer  loopt de Bundesstraße B482 door de gemeente. Deze komt ca. 20 km  zuidelijk van de gemeente te Porta Westfalica uit op de Autobahn A2, en loopt noordelijk naar Nienburg/Weser.  Bij Petershagen zelf is er een verbinding tussen deze beide Bundesstraßen door middel van een verkeersbrug over de Wezer.
In de gemeente is één klein spoorwegstation, en wel in Ortsteil Lahde, aan de lijn van Minden naar Nienburg/Weser. Diverse streekbuslijnen, vooral vanuit Minden, rijden door de belangrijkste dorpen van de gemeente.
Petershagen zelf heeft aan de Wezer een kleine visserijhaven en een jachthaven. Binnen de gemeentegrenzen is er voor de scheepvaart een, de vaarroute verkortend, parallelkanaal langs de Wezer, met daarin een grote sluis.
Door de gemeente lopen enkele langeafstandsfietsroutes, waaronder de Weserradweg.

## Economie
De gemeente Petershagen is een typische plattelandsgemeente met veel landbouw. In de zuidelijkste dorpen wonen tamelijk veel forensen, die een werkkring of studie te Minden hebben.
Een noordelijke wijk van Petershagen heet, naar een direct aan de Wezer gelegen heuveltje waar in het verleden hop voor de bierproductie werd verbouwd, Bad Hopfenburg. Hier kan men als geneeskrachtig beschouwde modderbaden nemen. Het water komt uit een geneeskrachtige bron ter plaatse; de modder komt uit een veengebied in de Samtgemeinde Uchte. De wijk is officieel een Luftkurort. De kuurkliniek is een van de belangrijkste werkgevers van de gemeente.
Aan de Wezer werd tot en met 30 september 2024 elektriciteit geproduceerd in de kolencentrale Kraftwerk Heyden. Uniper heeft de centrale daarna, in principe definitief, stilgelegd.
De gemeente is rijk aan windmolens, waardoor de streek wat aan Nederland doet denken. Mede daarom is de, geheel Duitsland betreffende, Deutsche Gesellschaft für Mühlenkunde und Mühlenerhaltung, de Duitse tegenhangster van de Vereniging de Hollandsche Molen, in de gemeente gevestigd.

## Bezienswaardigheden e.d.
- Kasteel Petershagen: Het kasteel werd in 1306 op last van de bisschop van Minden gebouwd met Gorgonius als schutspatroon. Het huidige kasteel werd in opdracht van bisschop Frans van Waldeck door de in kastelen gespecialiseerde architect Jörg Unkair van 1544–1547 gerenoveerd en vertoont de stijl van de Wezerrenaissance. Rond 1650 was het enige tijd residentie van het Vorstendom Minden. Het in de eeuwen daarna sterk vervallen, maar in de 20e eeuw gerestaureerde complex was tot en met 2018 een luxe hotel met enige openbaar toegankelijke vertrekken, waar een klein museum en een concertzaal voor kamermuziek in waren ondergebracht. Met het kasteel als startpunt werden ook fietstochten, waaronder een toeristische molenroute, georganiseerd.  Het kasteel wordt omgeven door fraaie parken en tuinen. Thans (eind 2022)  wordt het gebouw, dat in februari  2022 een nieuwe eigenaar kreeg, gerestaureerd en is niet toegankelijk; heropening als vóór 2019 ligt wel in de bedoeling.
- Het kuurcentrum Bad Hopfenberg
- De gemeente is rijk aan windmolens, waardoor de streek wat aan Nederland doet denken. De molen te Lahde heeft als bijzonderheid, dat deze zowel wieken als een waterrad heeft, en dus zowel op wind- als op waterkracht kon draaien. Het maalwerk is nog aanwezig, maar wordt tegenwoordig elektrisch aangedreven. De Büschings Molen (graanmolen) in Petershagen zelf is nog maalvaardig en er vinden van tijd tot tijd demonstraties mee plaats.
- Het glasmuseum Gernheim (Ovenstädt, in het uiterste noorden van de gemeente) biedt inzicht in de werk- en woonsituatie van zowel bazen als knechten in de oude glasfabriek; er worden ook demonstraties glasblazen gegeven.
- De Apostelkirche, de dorpskerk van Ovenstädt, werd al in het jaar 1000 in romaanse stijl gebouwd, en werd in de 18e eeuw grondig vernieuwd.
- De dorpskerk van Windheim bezit een fraai Lijdensretabel met laatgotisch houtsnijwerk en een sacramentshuisje in diezelfde stijl. De kerk dateert van kort na 1200 en werd in de 18e eeuw grondig gerenoveerd.
- Ook Heimsen heeft een fraaie, kort na 1100 gebouwde, na 1650 geheel gerenoveerde dorpskerk.
- Buchholz heeft ook een vlak aan de Wezer staande, 13e-eeuwse dorpskerk. Het interieur van dit kerkje is kunsthistorisch interessant.
- In Petershagen zelf, maar ook in de kleinere dorpen zijn nog enige oude, schilderachtige vakwerkhuizen te vinden.
- Petershagen heeft een kerk, de Petri-Kirche (St. Pieterskerk) uit 1618 met fraai interieur.
- In Ortsteil Heimsen staat museumboerderij Friller Haus. Het thema van dit kleine streekmuseum is het leven van arme boerenmensen uit de streek, die enige maanden per jaar naar Holland trokken om op een haringbuis als matroos de haringvisserij te beoefenen.
- Schlüsselburg is een schilderachtig dorp met een middeleeuwse kerk en een Scheunenviertel, een groep van 26 historische vakwerkschuren. Het voormalige kasteel , waaraan het plaatsje zijn naam dankt, is nu nog een grote boerderij. Het wat verderop, in Ortsteil Wasserstraße,  gelegen Rittergut Schlüsselburg, gebouwd in 1822, werd gebouwd in opdracht van de eigenaren van de in die tijd al deels tot een ruïne vervallen Burg omdat zij een passend woonhuis nodig hadden. Dit Rittergut is eigendom van de nakomelingen van een textielfabrikant, die het in 1931 kocht,  en kan niet bezichtigd worden.
- Nabij de Wezer zijn in de gemeente enige terreinen, waaronder enkele (weide-)vogelreservaten, een kleine zandverstuiving, een stukje ooibos  en het bos Heisterholz, aan de zuidgrens met Minden, als natuurreservaat aangemerkt.

## Geschiedenis
In 1998 zijn in Ortsteil Ilse dertien graven met sporen van stoffelijke overschotten van een meisje en 12 vrouwen gevonden, voorzien van naalden,  bronzen ringen en enige andere grafgiften. De lichamen dateren van ca. 500 v.C. en zijn van mensen geweest, die tot de Harpstedt-Nienburg-groep gerekend worden. De vondsten bevinden zich te Herne in het LWL-Archeologisch Museum aldaar.
In de 14e eeuw liet de bisschop  aan de Wezer een kasteel, bedoeld als residentie voor zichzelf bouwen. Hieraan dankt de plaats Petershagen zijn naam. Petershagen was eeuwenlang een vlek of Wigbold. Het had bepaalde privileges van een stad, maar geen volledige stadsrechten. Die werden in de 20e eeuw wel toegekend. 
Het bij de gemeente behorende Schlüsselburg was tot 1618 een klein stadje. In de eeuw daarna ging het door oorlogsgeweld in de Dertigjarige Oorlog en diverse grote branden bijna geheel ten onder, zodat slechts het huidige boerendorp overbleef.
Na de Reformatie en de Vrede van Münster (1648) werd de gemeente protestants. Nog altijd zijn verreweg de meeste christenen in de gemeente evangelisch-luthers. Dit geldt ook voor alle in dit artikel genoemde kerkgebouwen, tenzij uitdrukkelijk anders vermeld.
Ook hier kwamen ten gevolge van heksenprocessen in de 17e eeuw tientallen vermeende heksen om het leven.
In 1746 werd in het huidige Bad Hopfenburg een geneeskrachtige bron ontdekt. In 1824 werd een kuurinrichting opgericht. In 1926 kwam deze in handen van de familie, die haar tot op de huidige dag exploiteert.
Van 1812 tot 1877 was in Gernheim aan de  Wezer, in het huidige Ortsteil  Ovenstädt, een belangrijke glasfabriek gevestigd.
In de Tweede Wereldoorlog hadden de nazi's in de gemeente een werkkamp ingericht. Dit was geen concentratiekamp. Van 1945 tot 1949 werden in de barakken van dit kamp en in de plaatsen eromheen ( de Duitse bevolking van Petershagen e.o. werd ten dele gedeporteerd) door de Britse bezettingsautoriteiten meer dan 10.000, mogelijk zelfs 17.000, zgn. displaced persons ondergebracht, onder wie velen, die uit Polen en de Sovjet-Unie kwamen en na de bevrijding niet naar die door communisten geregeerde landen terug wilden keren; deze bleven soms enkele jaren hier wonen, totdat zij elders een woonplaats hadden gevonden.
In 1973 werden de voormalige gemeentes Schlüsselburg, Petershagen (ten westen van de Wezer) en Lahde (ten oosten van de Wezer) samengevoegd tot de huidige gemeente.

## Sport
Twee kilometer ten oosten van het gehucht Neuenknick is een baan voor de motorsport speedway met de bijnaam Heksenketel. Wedstrijden daar, met deelnemers uit heel Noordrijn-Westfalen en Nedersaksen, trekken vaak meer dan 5.000 toeschouwers.

## Belangrijke personen in relatie tot de gemeente

### Geboren
- Bertram van Minden (*ca. 1340), schilder van kerkelijke kunst: Sommigen stellen, dat hij niet in Minden, maar in Bierde, een dorp in de gemeente Petershagen is geboren.
- Johann Friedrich Wilhelm Herbst (1743-1807), Duits entomoloog
- Wilhelm Normann (1870–1939), Duits chemicus, bioloog, geoloog en ondernemer in Herford, uitvinder van een stof om margarine te kunnen harden.
- Elisabeth Schragmüller, roepnaam Elsbeth; alias Mademoiselle Docteur, Fräulein Doktor, Fair Lady, La Baronne, Mlle Schwartz (* 7 augustus 1887 in Schlüsselburg; † 24 februari 1940 in München) Duitse spionne tijdens de Eerste Wereldoorlog, over wie wordt beweerd[2], dat zij leiding of les gaf aan Mata Hari.
- Edelgard Bulmahn (* 1951) Duits politica (SPD). Zij was van 1998 tot 2005 minister van Onderwijs en Wetenschap, en daarna tot 2009 voorzitster van de Bundestag- (parlements)commissie  Economie en Technologie.  Van 2013-2017 was zij vicevoorzitster van de Duitse Bondsdag.
- Michael Witlatschil (*1953 in Südfelde), Duits beeldhouwer, heeft in 2015 in Antwerpen geëxposeerd

## Afbeeldingen

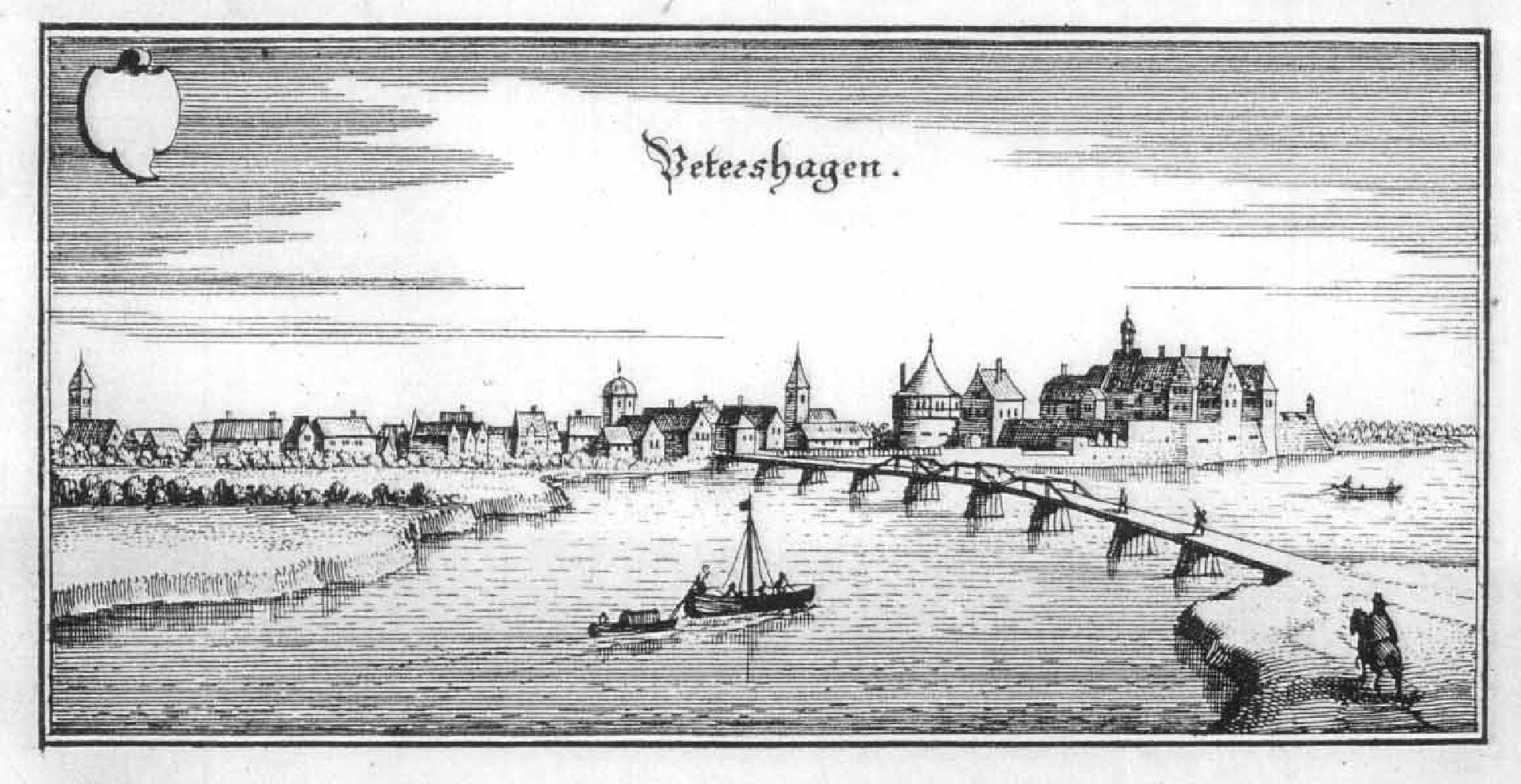
Petershagen in 1647
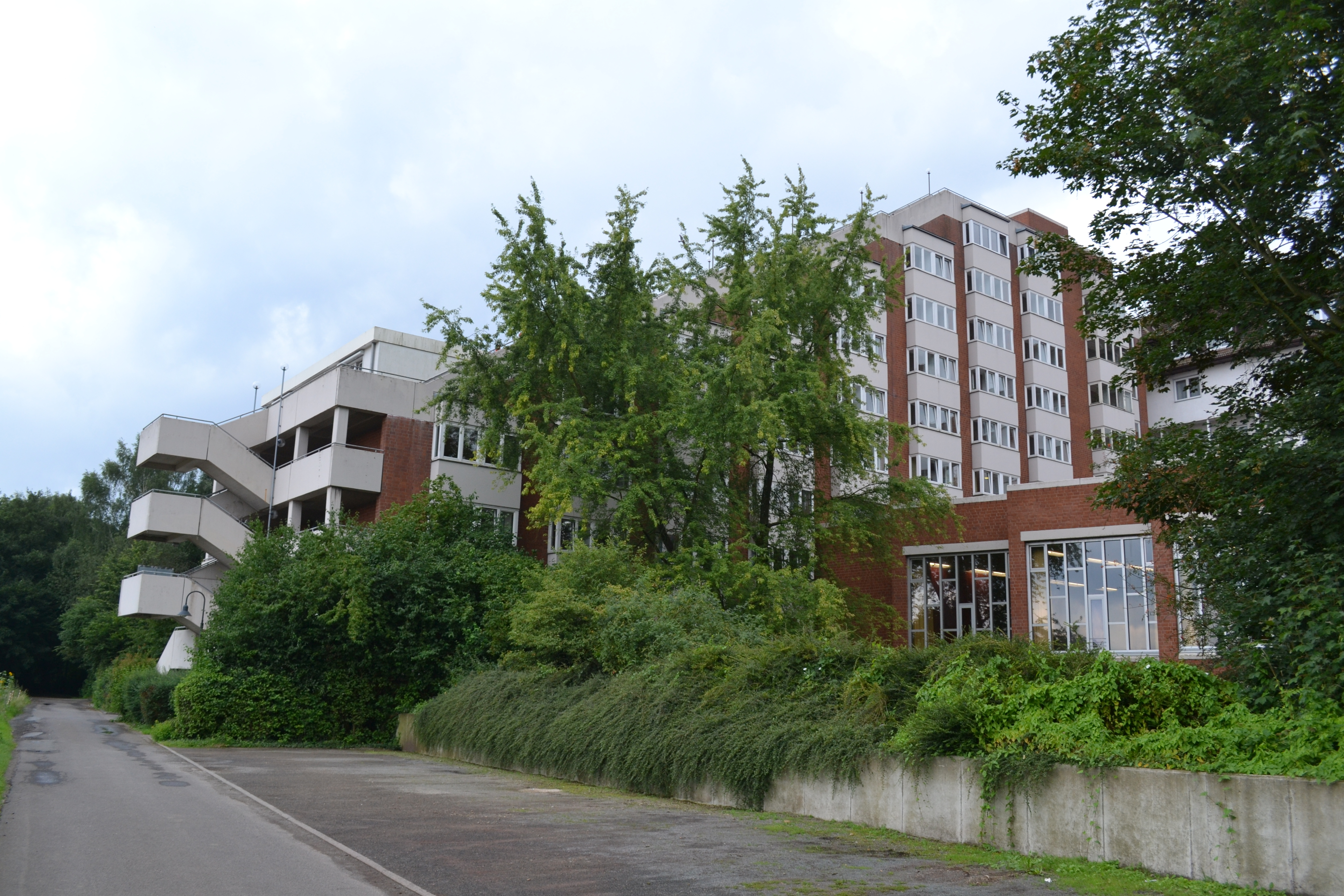
Terrasvormige kuurkliniek Bad Hopfenburg
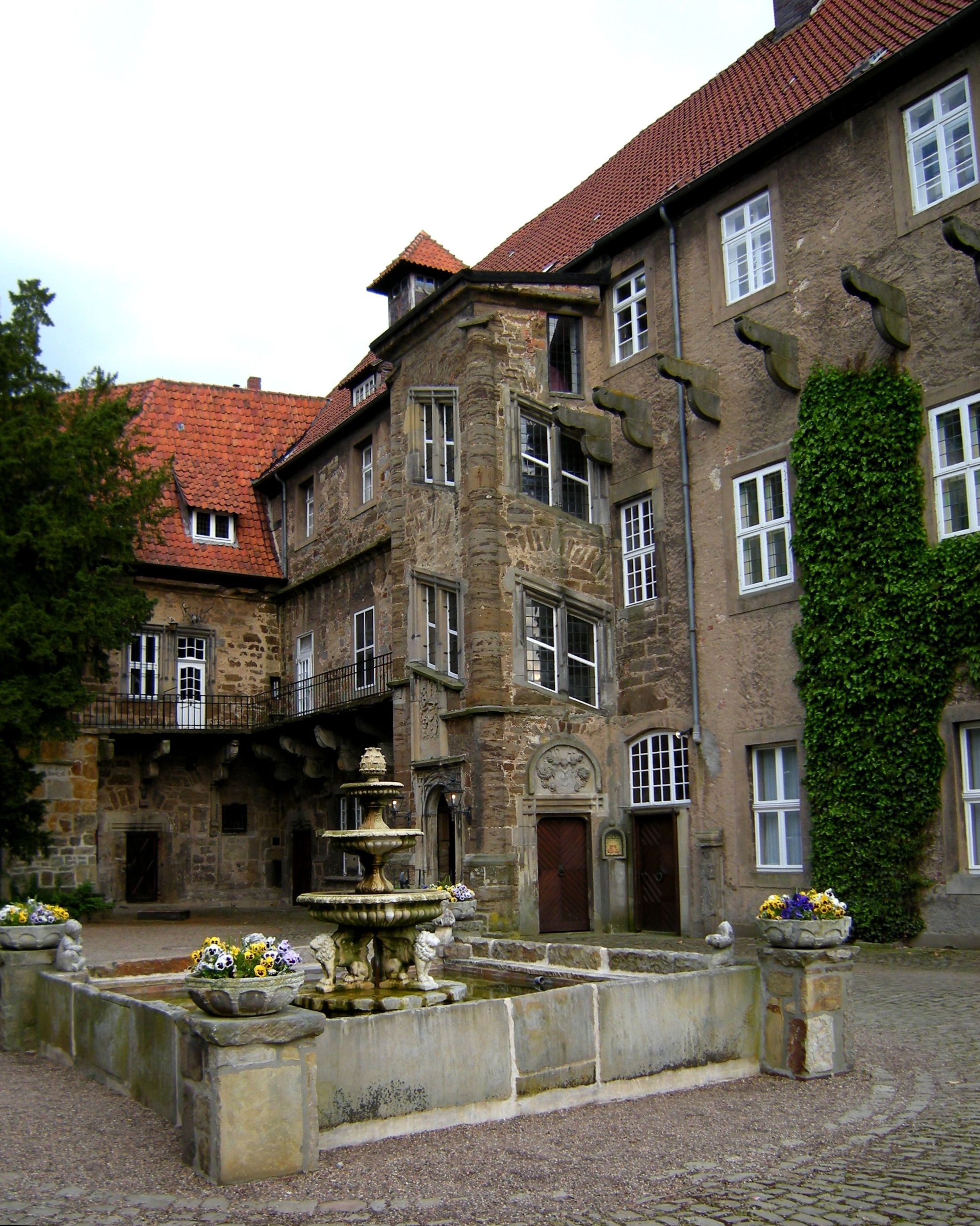
Schloss Petershagen, binnenplaats
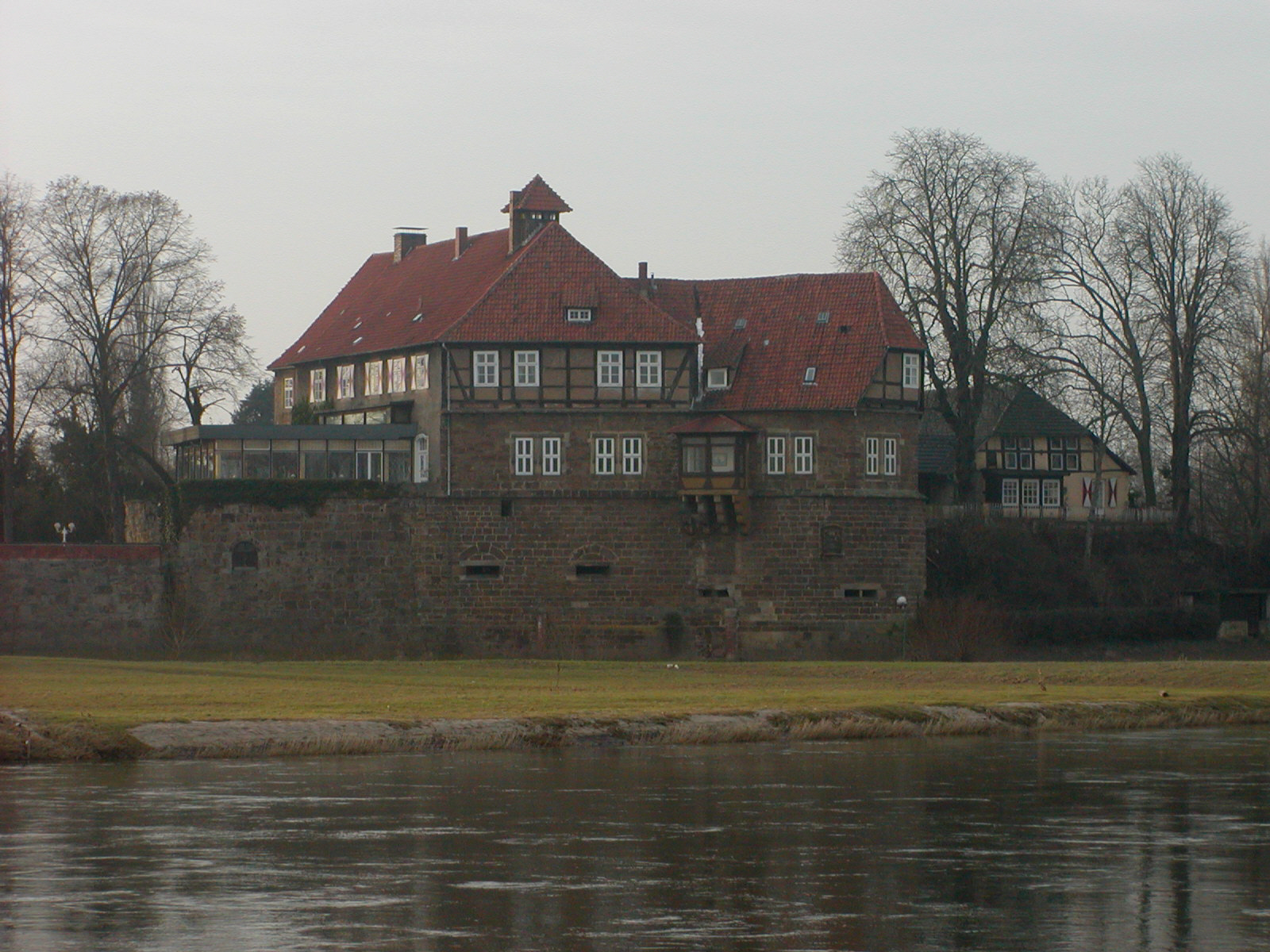
Schloss Petershagen
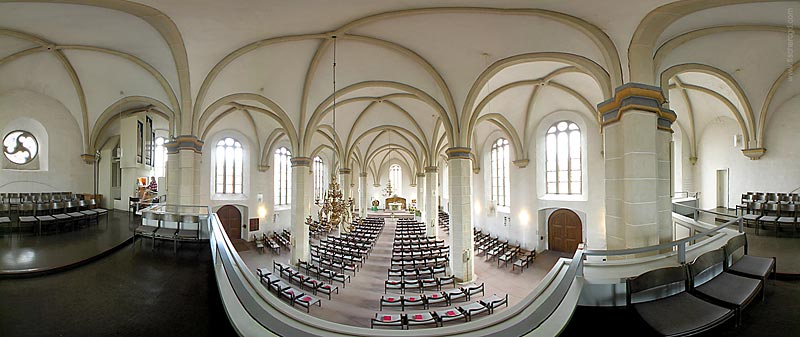
Interieur Petri-Kirche Petershagen
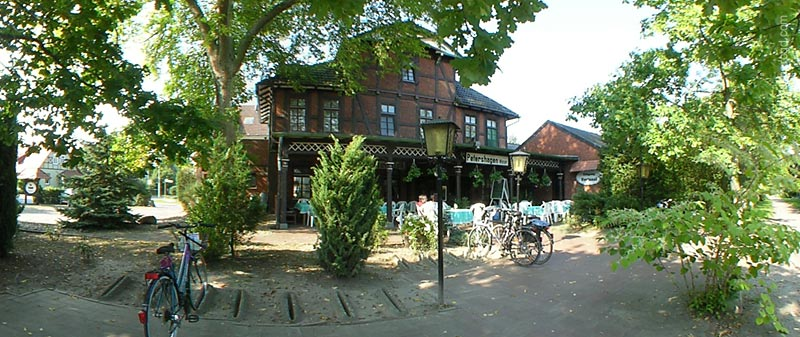
Voormalig station Petershagen, nu restaurant
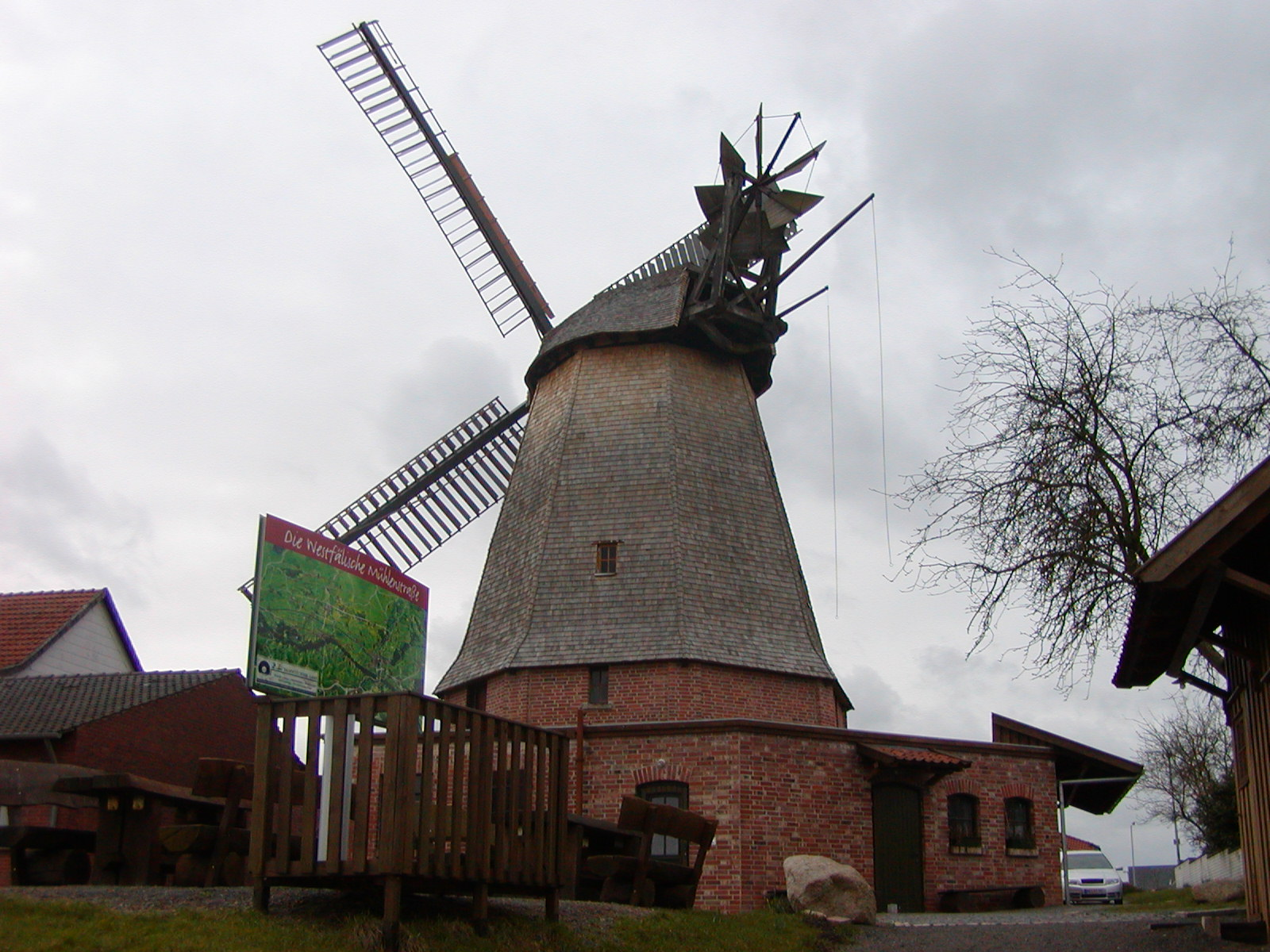
Büschings Molen Petershagen (1820)
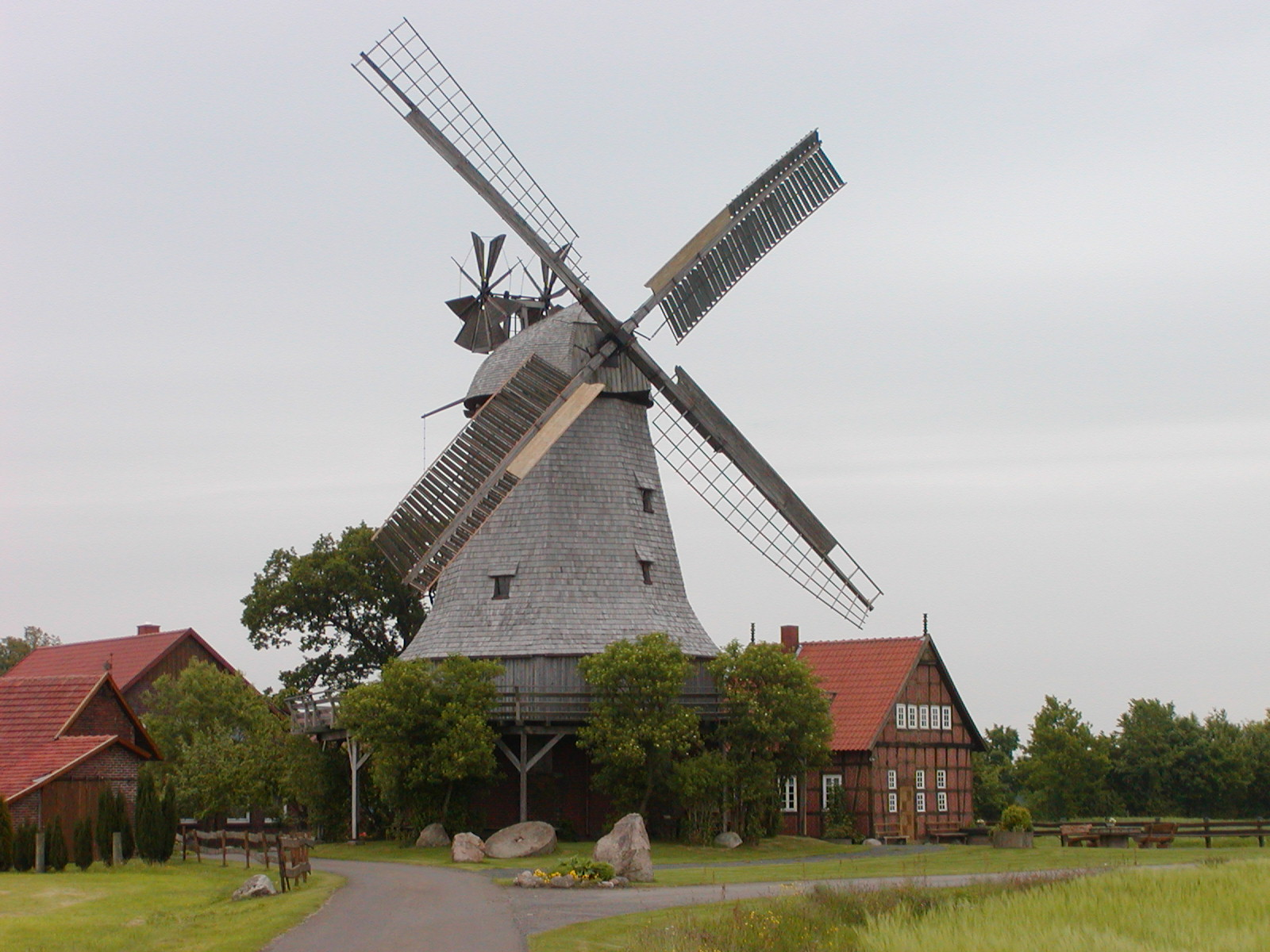
Windmolen Meßlingen (1843, na 1975 herbouwd)
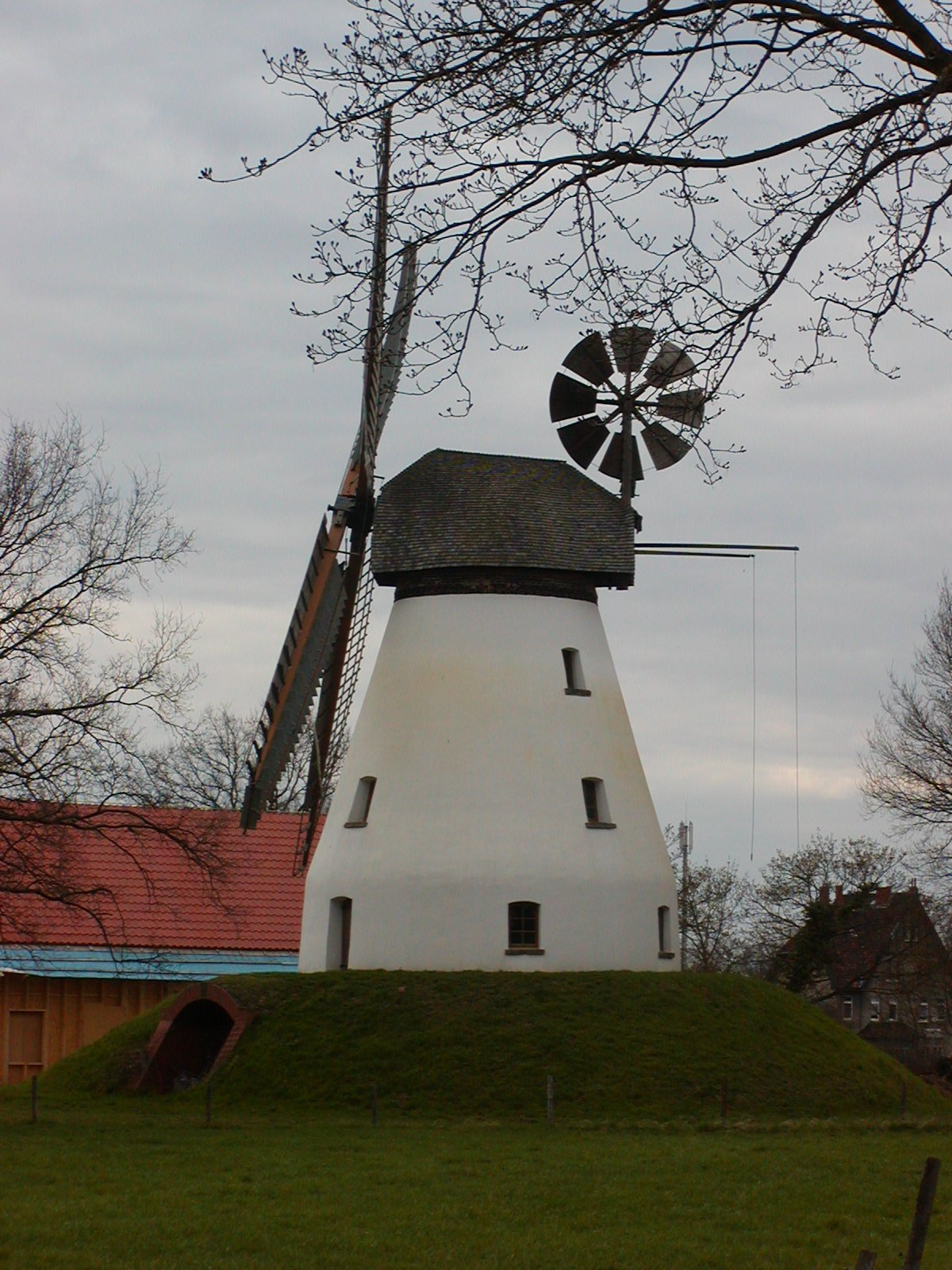
Windmolen Heimsen (1873)
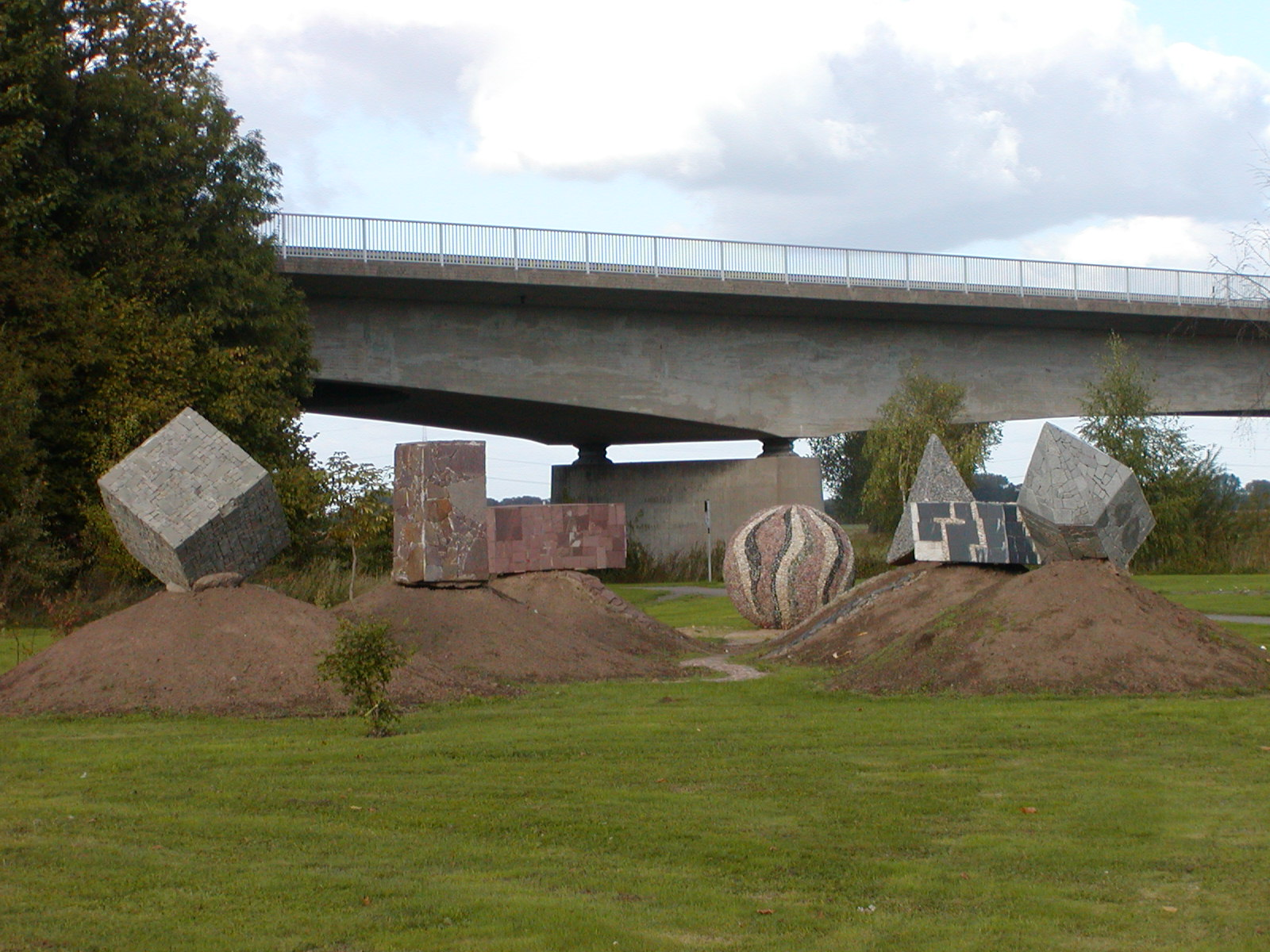
Weserdalmodel (kunstwerk bij de voormalige veerstoep, dat tevens een geologisch schema bevat; ter plaatse staan informatieborden met uitleg)
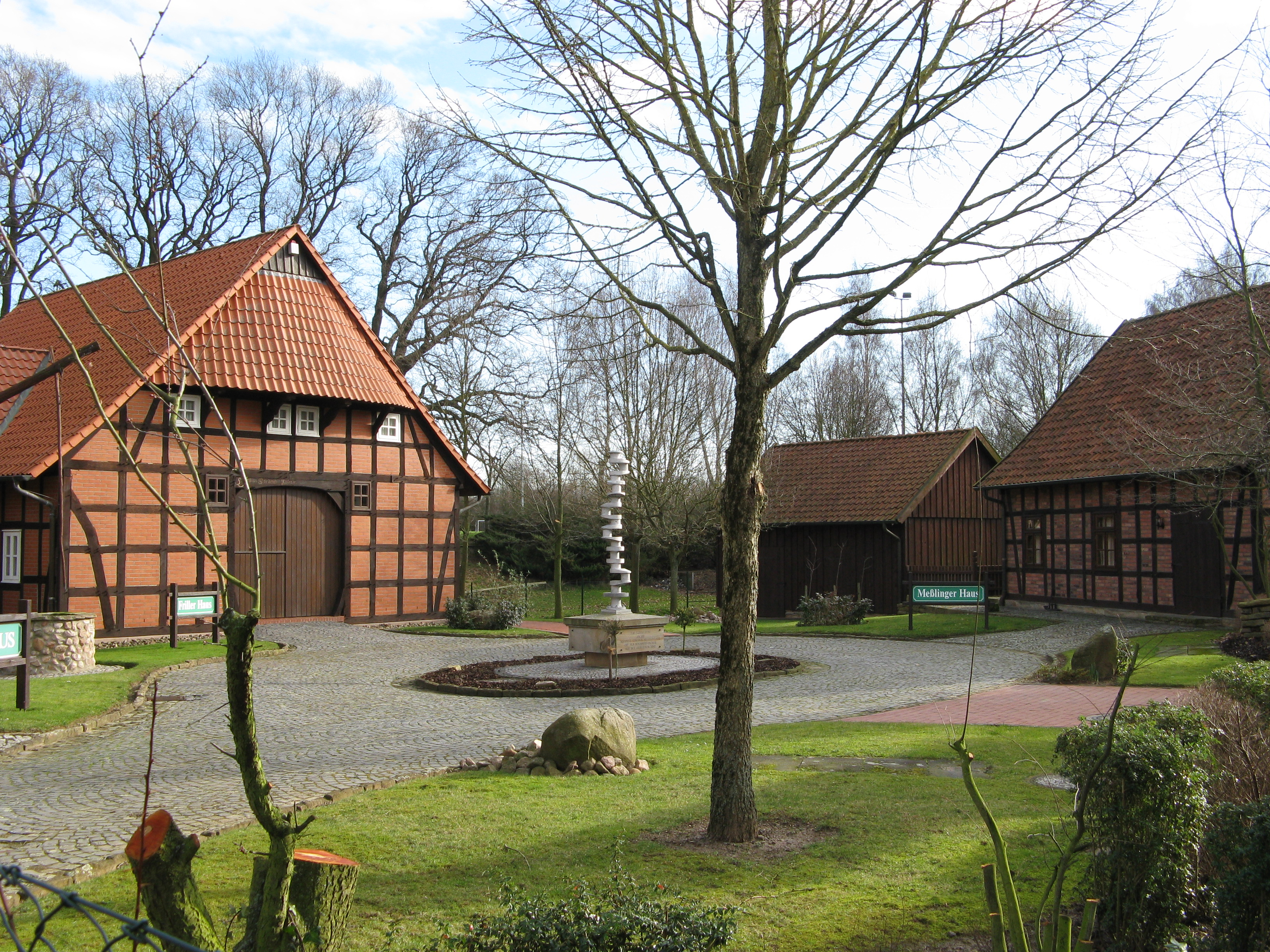
Friller Haus (museumboerderij)
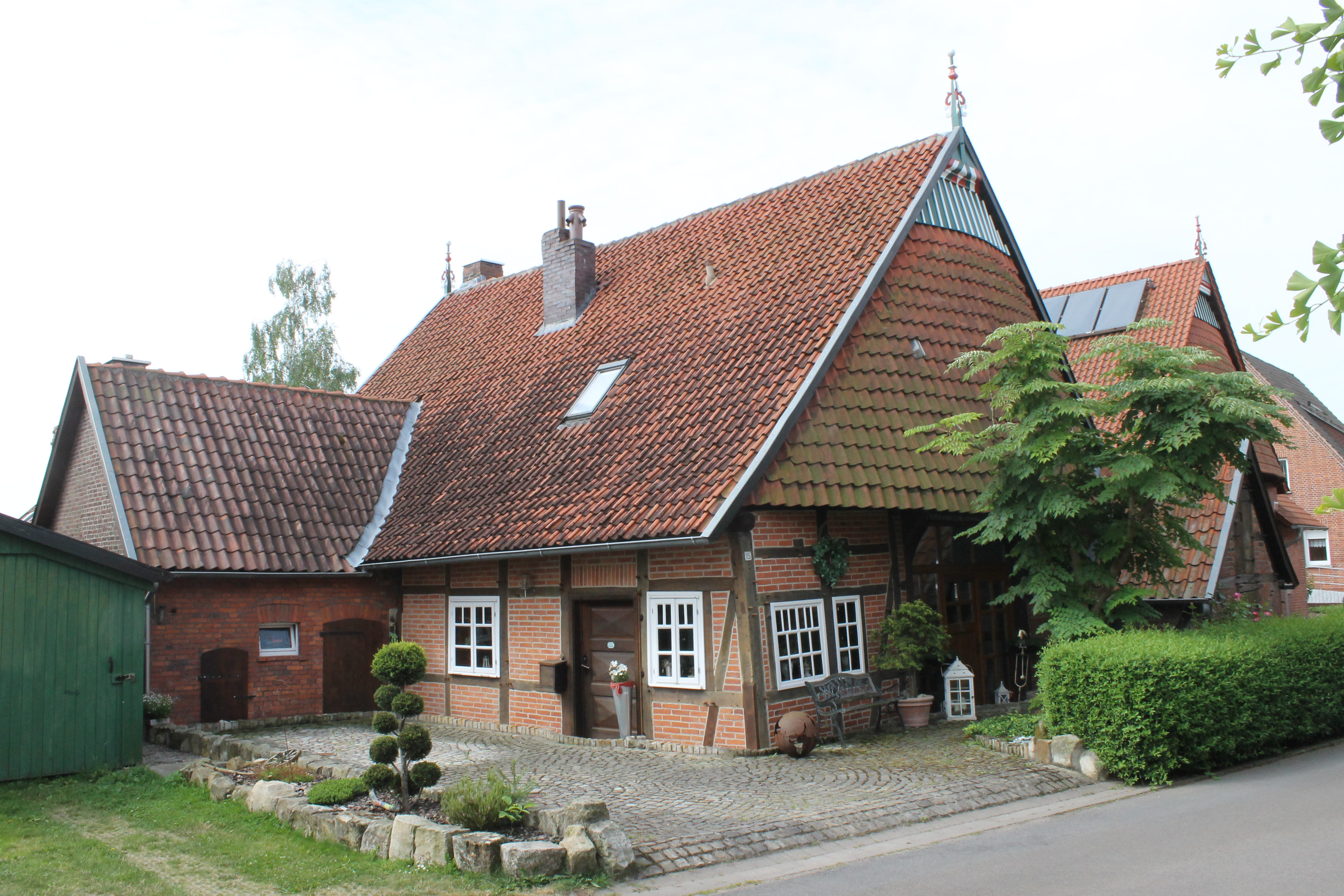
Vakwerkhuis te Frille
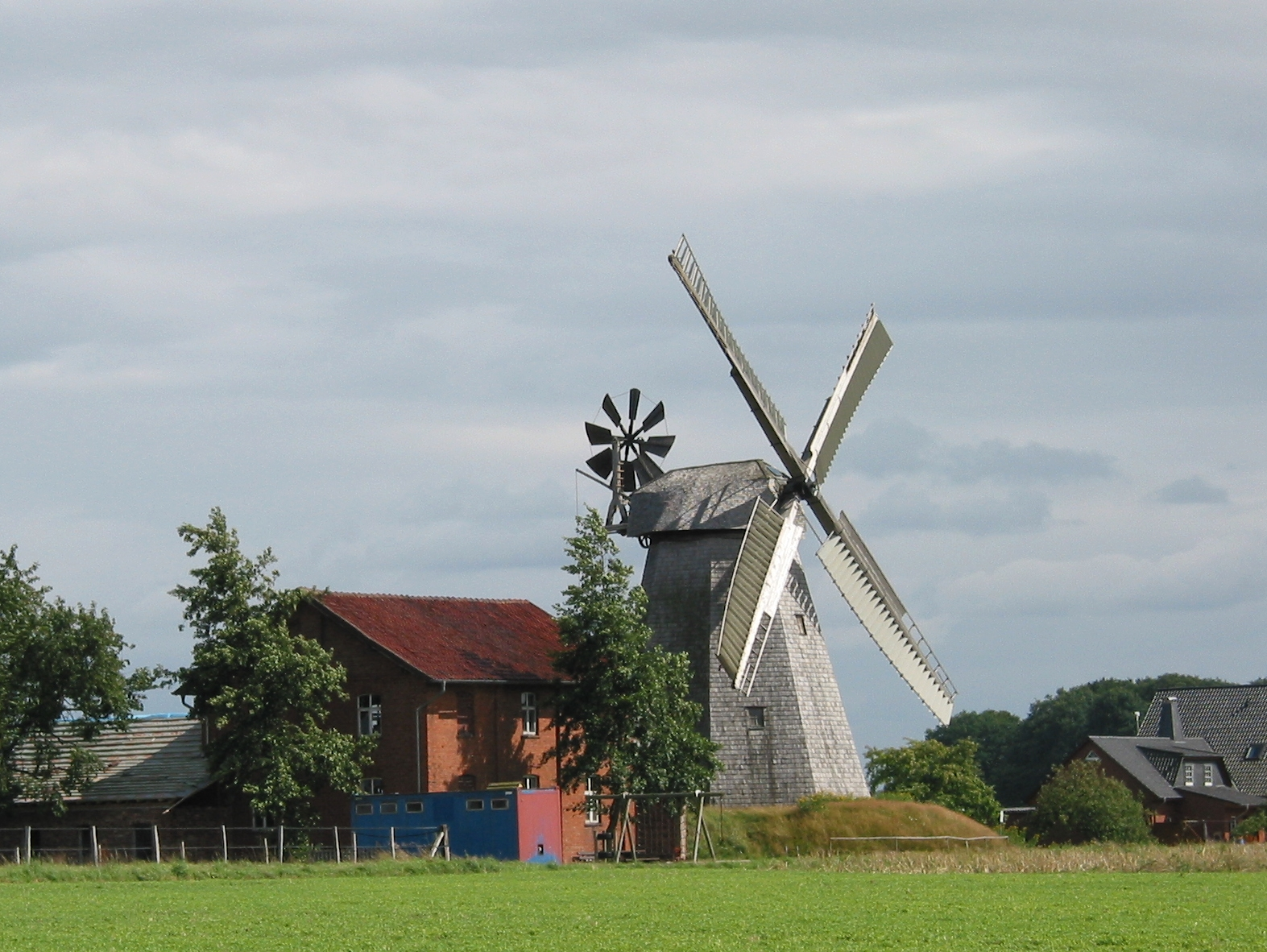
Windmolen (1802) in Bierde (niet meer maalvaardig)
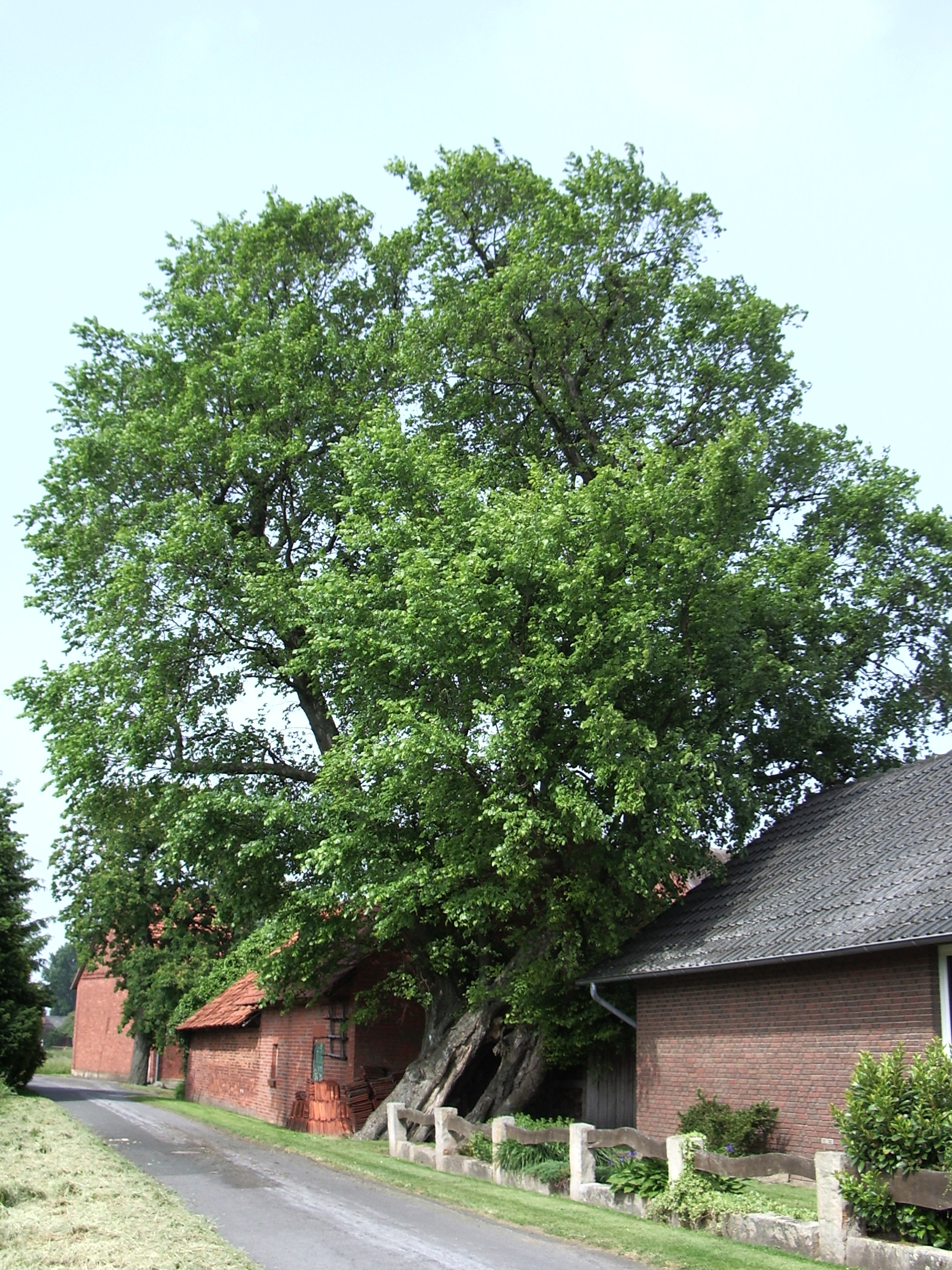
Iep ten oosten van Bierde die 600 jaar oud is; de boom is officieel een natuurreservaat
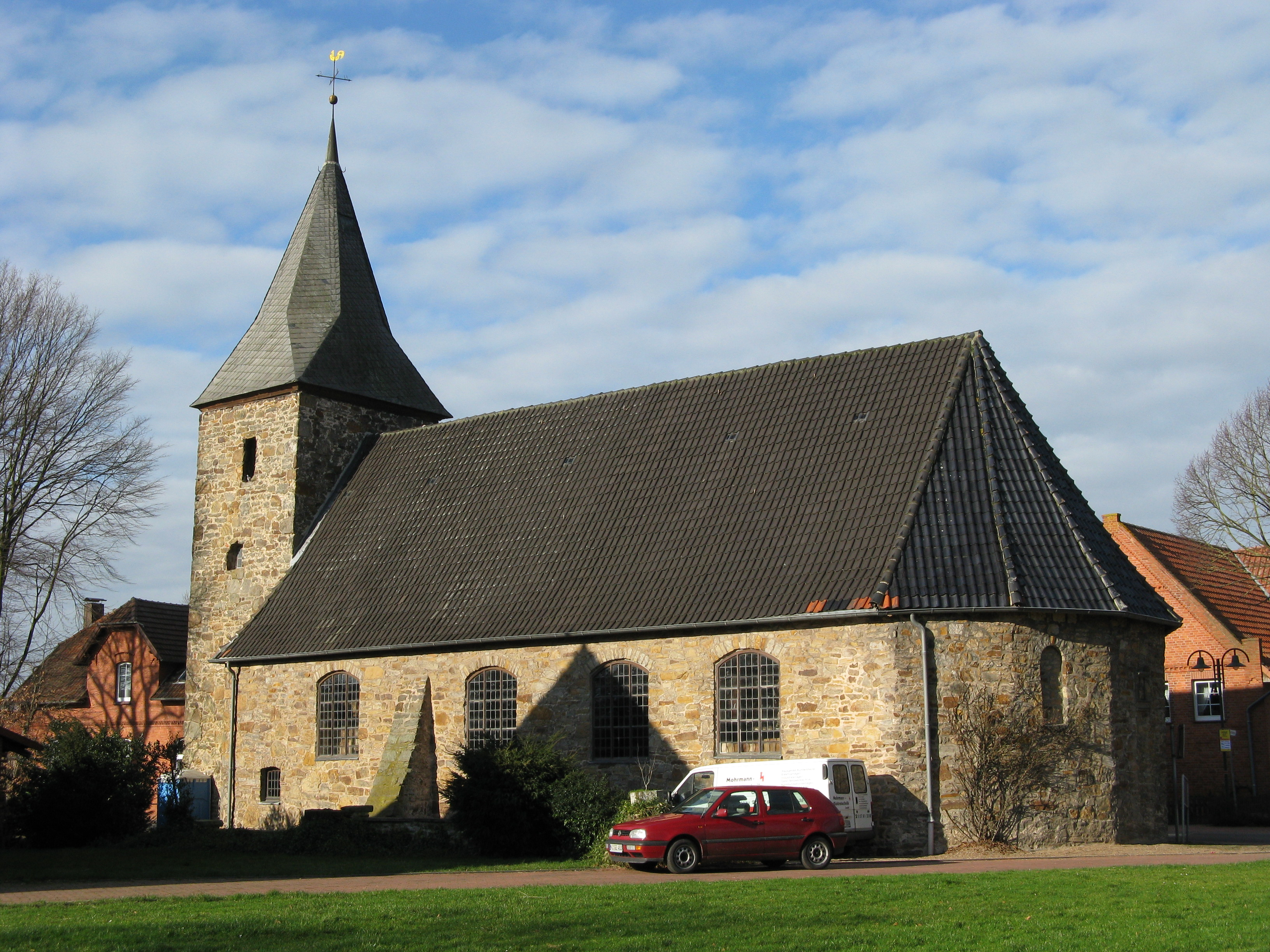
Kerk te Schlüsselburg
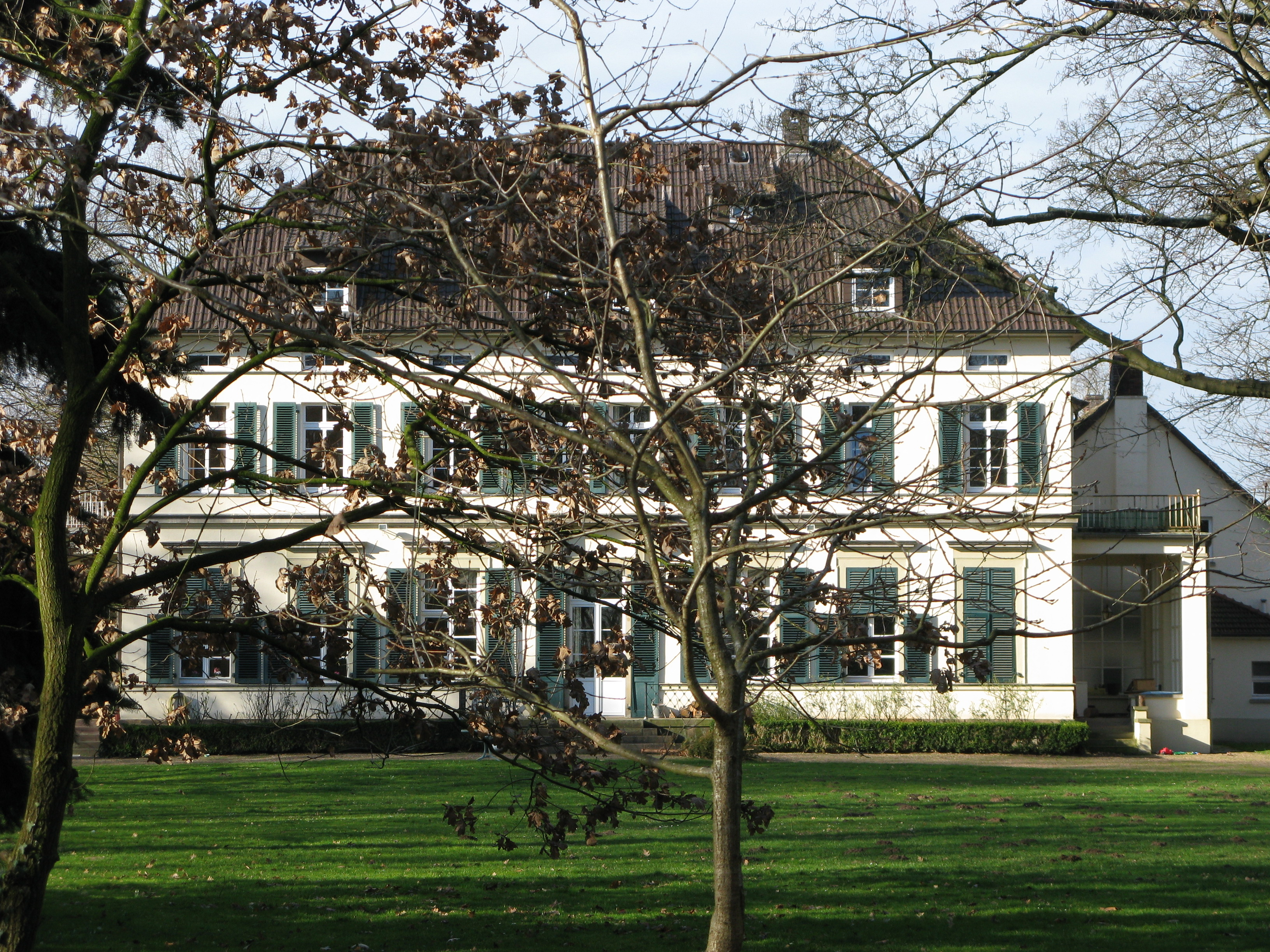
Voormalig Rittergut Schlüsselburg, herenhuis (1822)
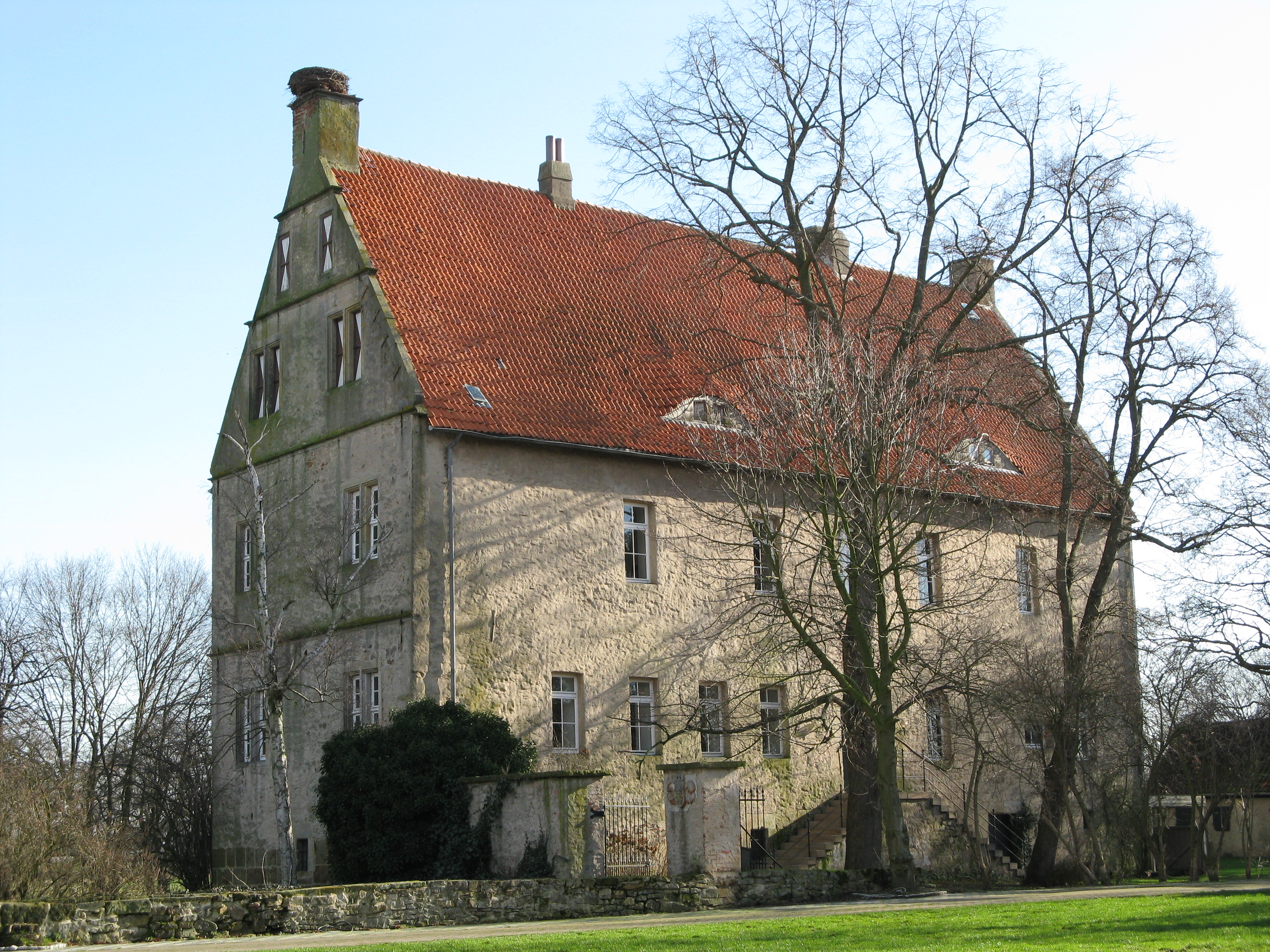
Voormalig kasteel Schlüsselburg, boerderij
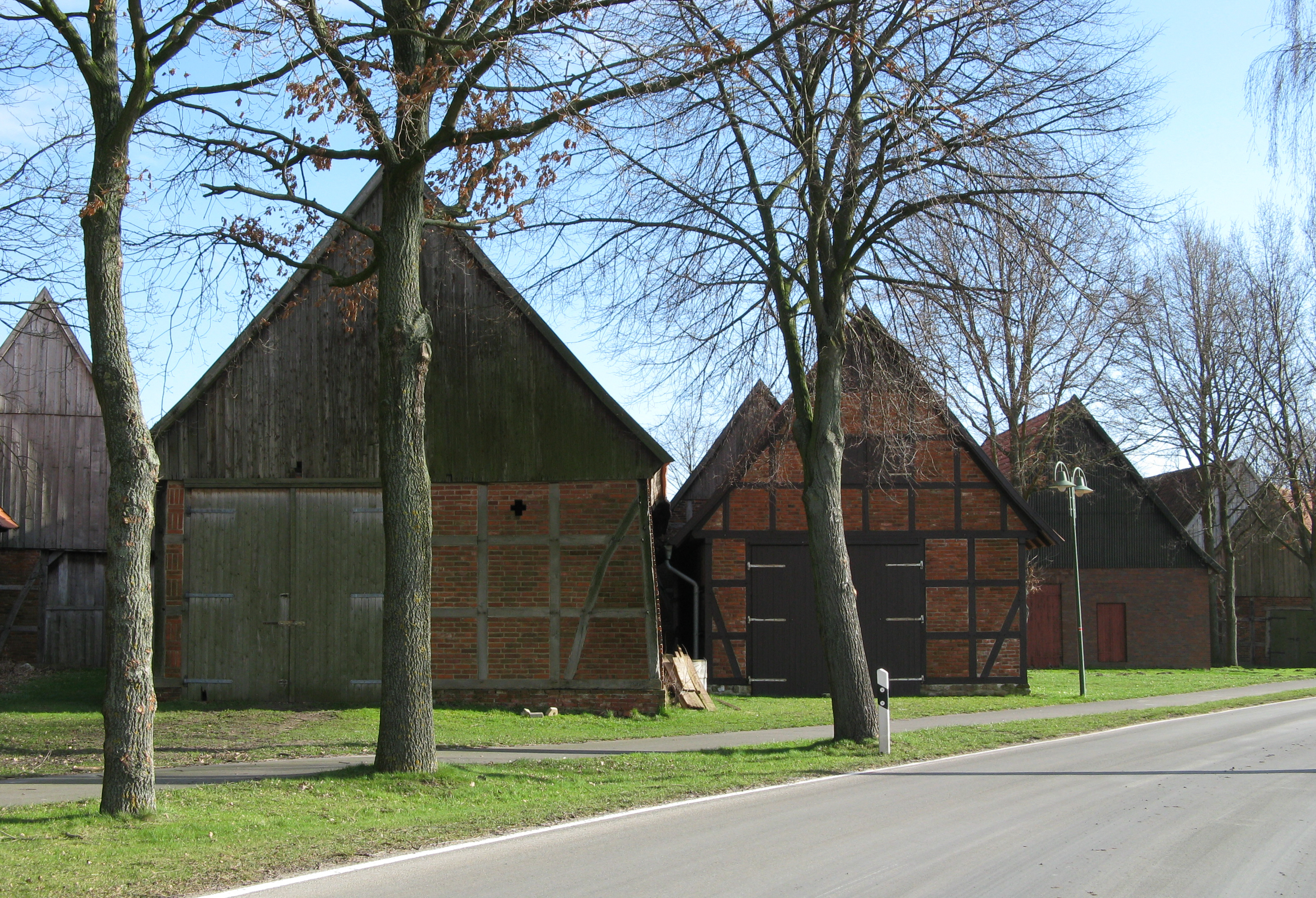
Schlüsselburg, zgn. Scheunenviertel
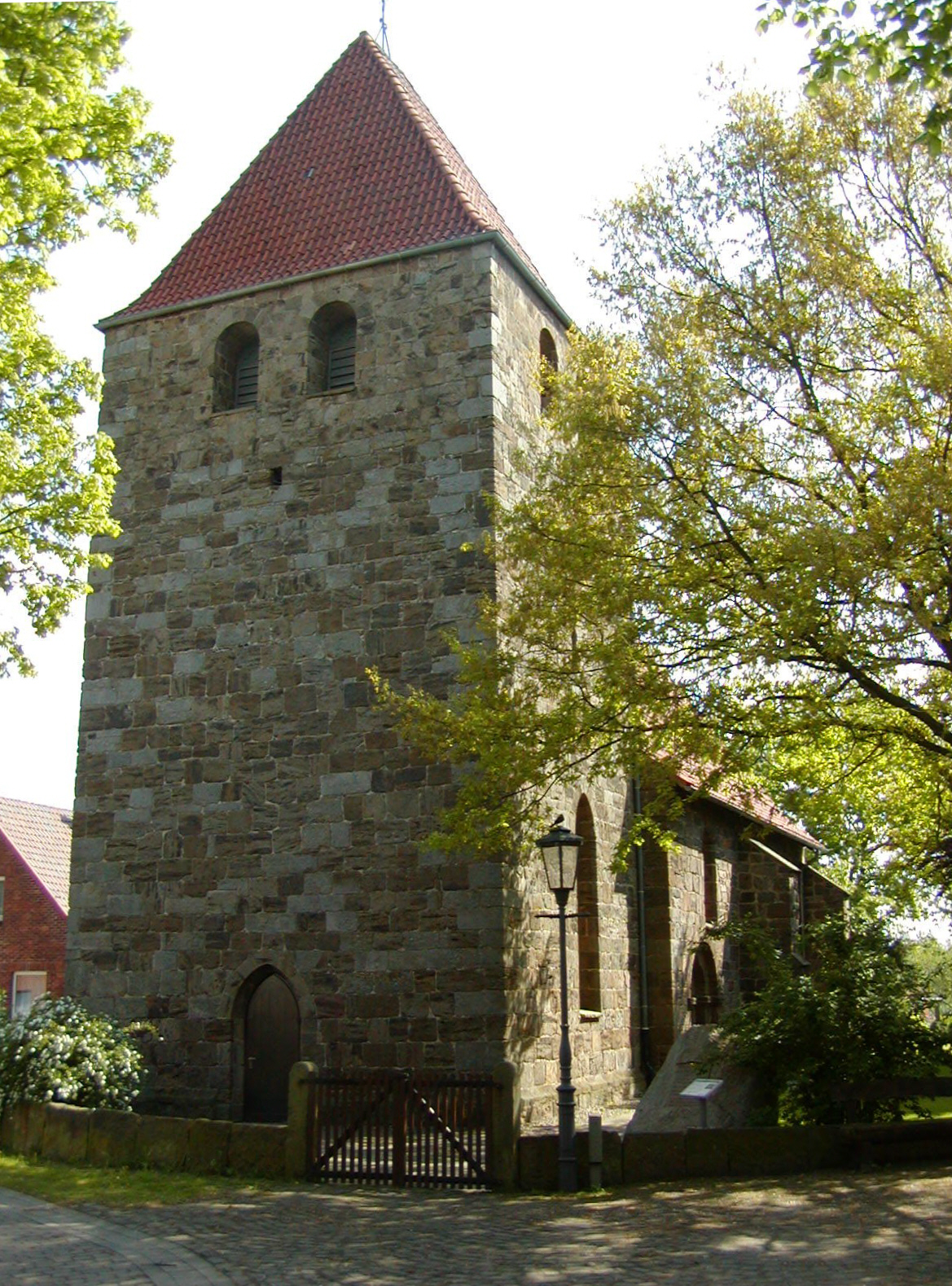
Kerk te Buchholz
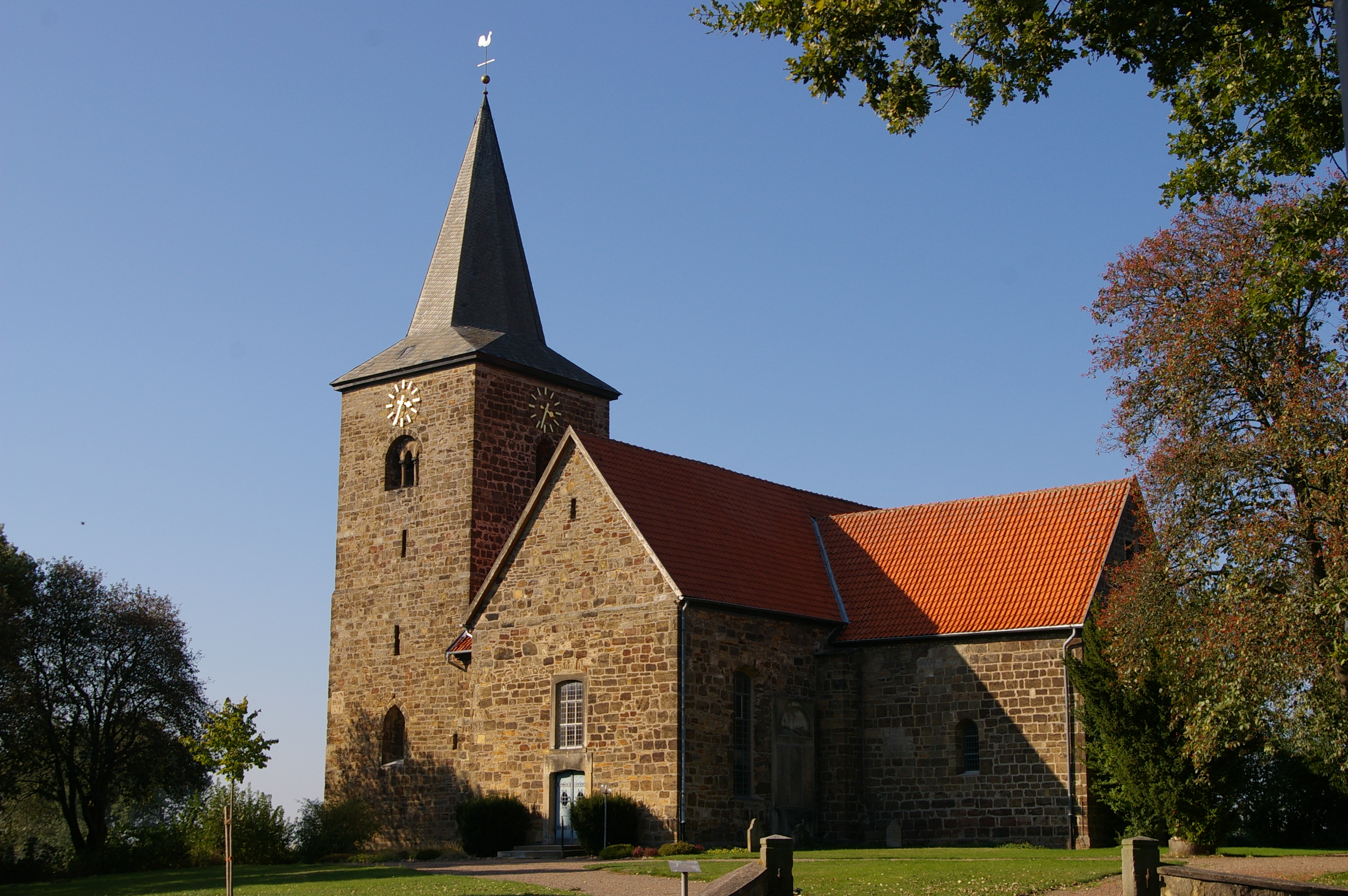
Kerk te Windheim
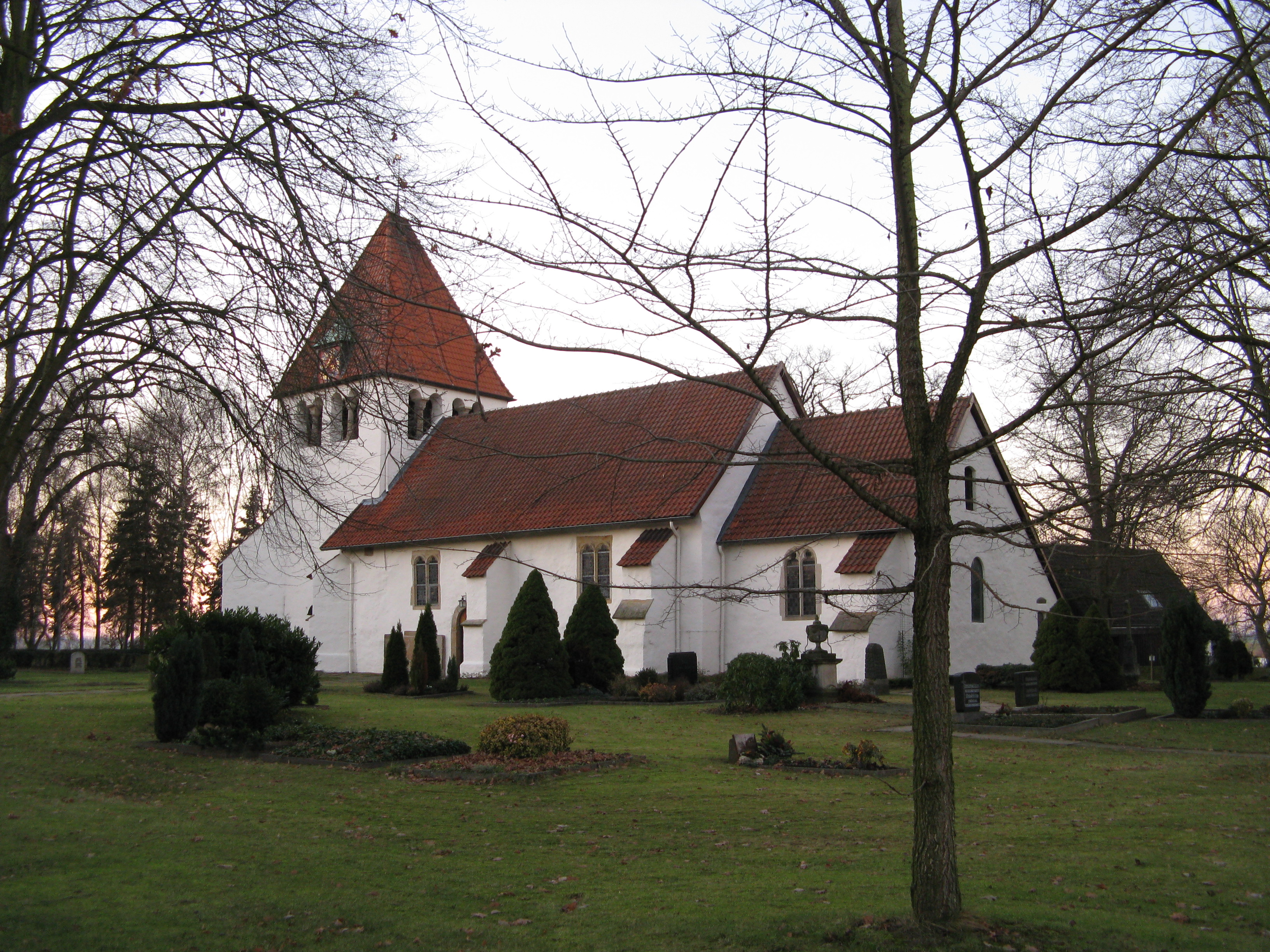
Kerk te Heimsen
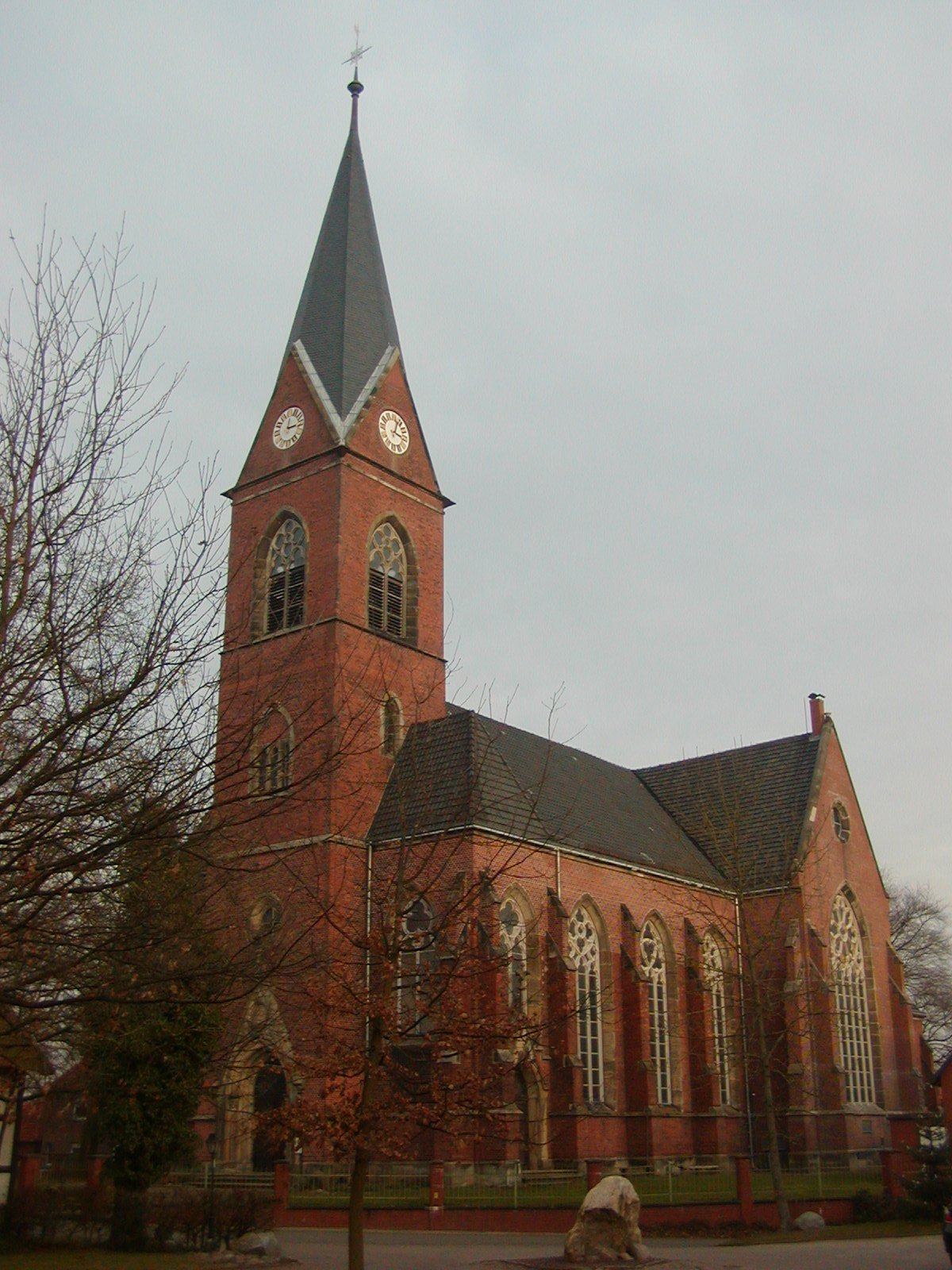
Kerk te Lahde (1895)
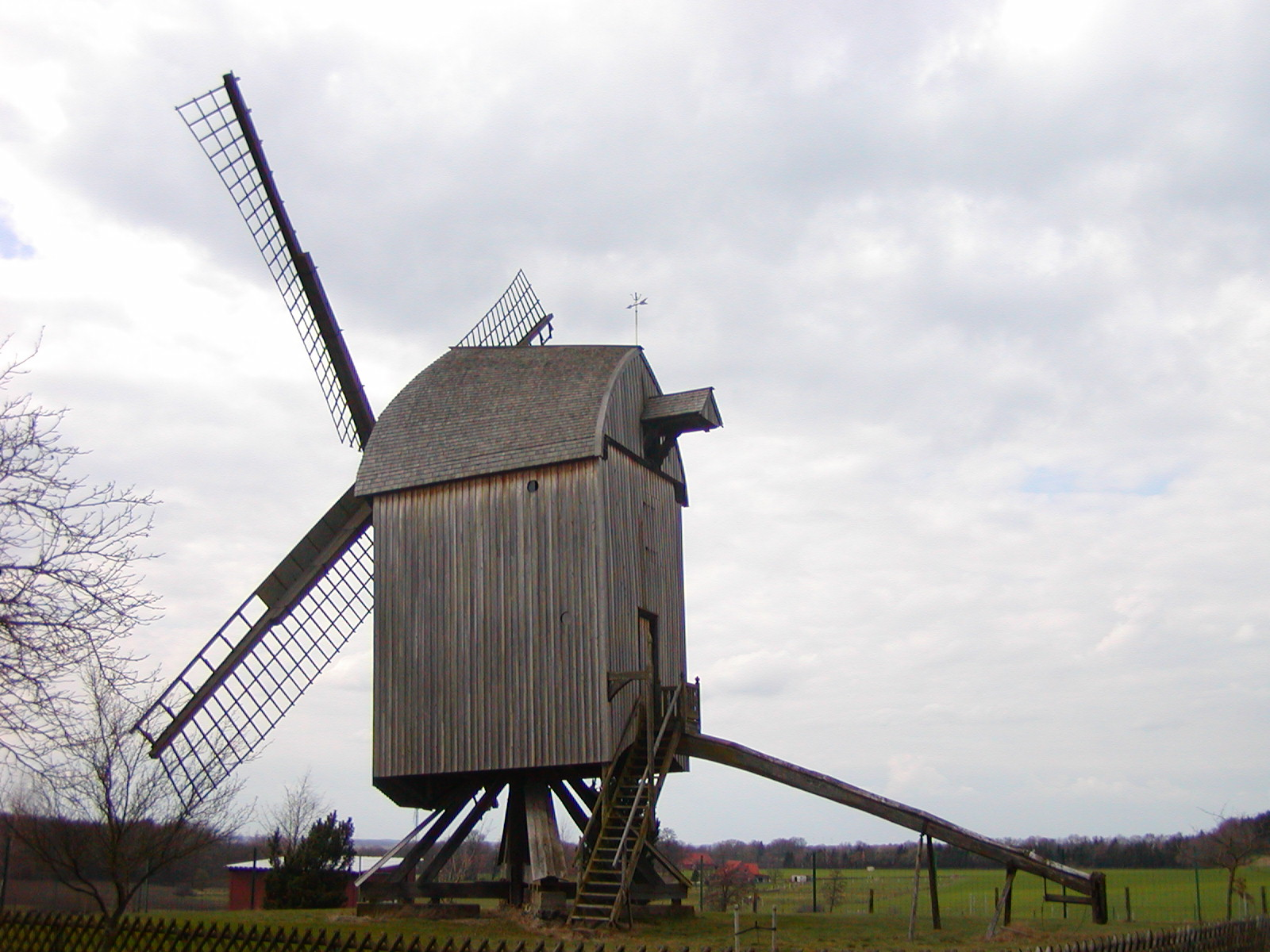
Standaardmolen (Bockwindmühle) Neuenknick (18e-eeuws, in 1899 verplaatst naar de huidige locatie)
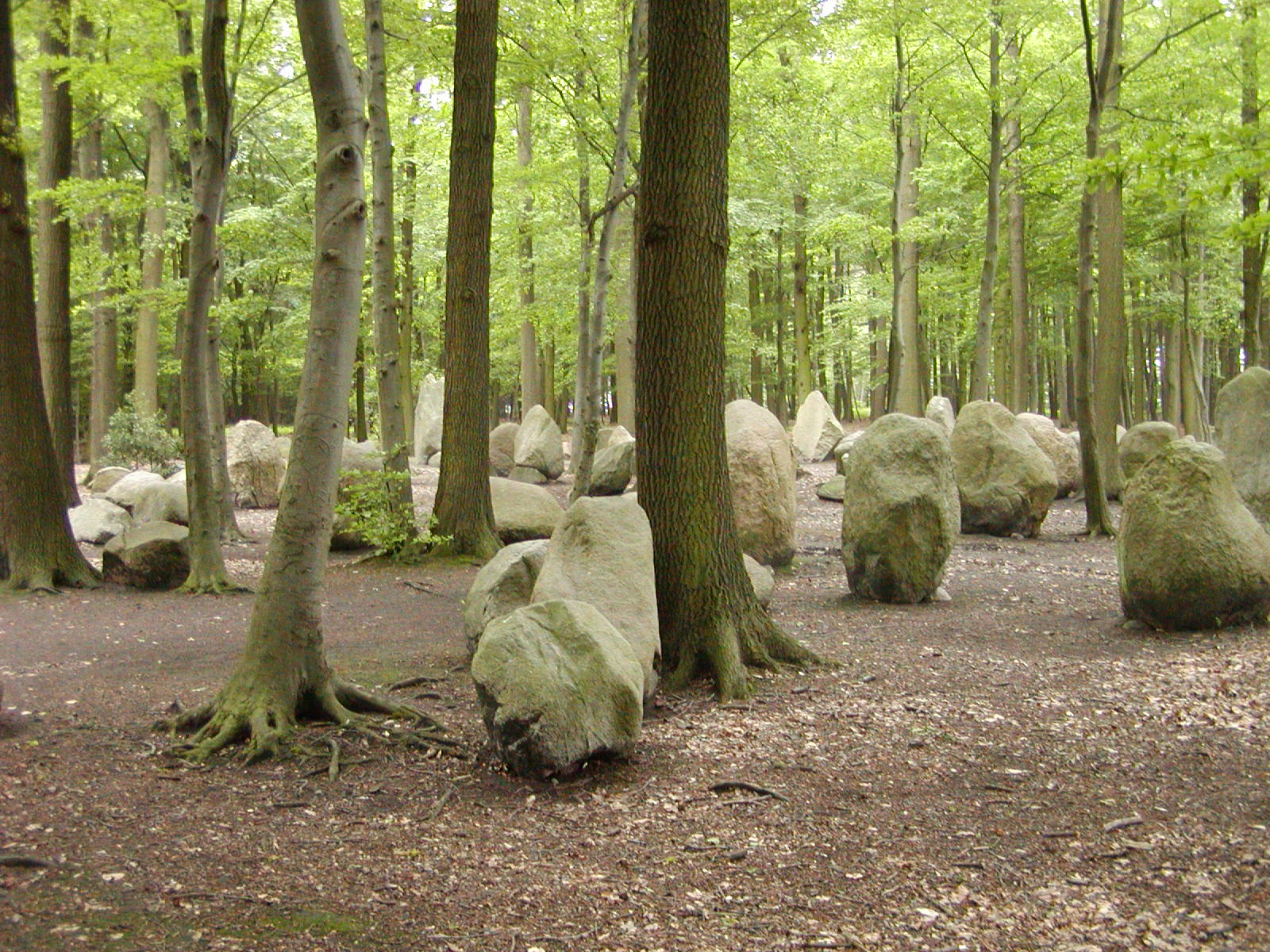
Findlingswald, bosperceel bij Neuenknick waar men vanaf 1976 een groot aantal zwerfstenen uit de wijde omgeving heeft verzameld
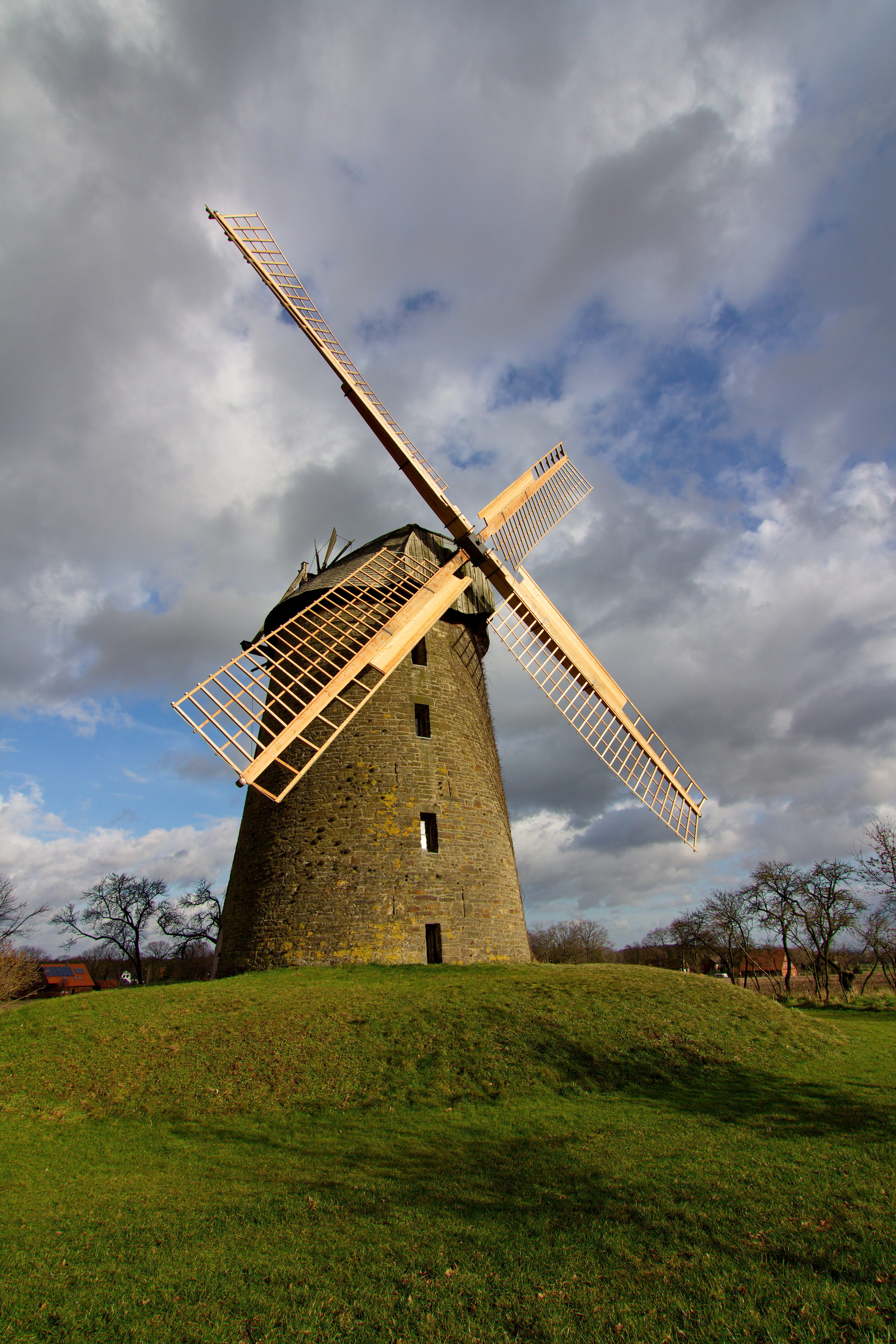
Königsmühle Seelenfeld; koning Frederik I van Pruisen zou deze in 1733 hebben laten bouwen
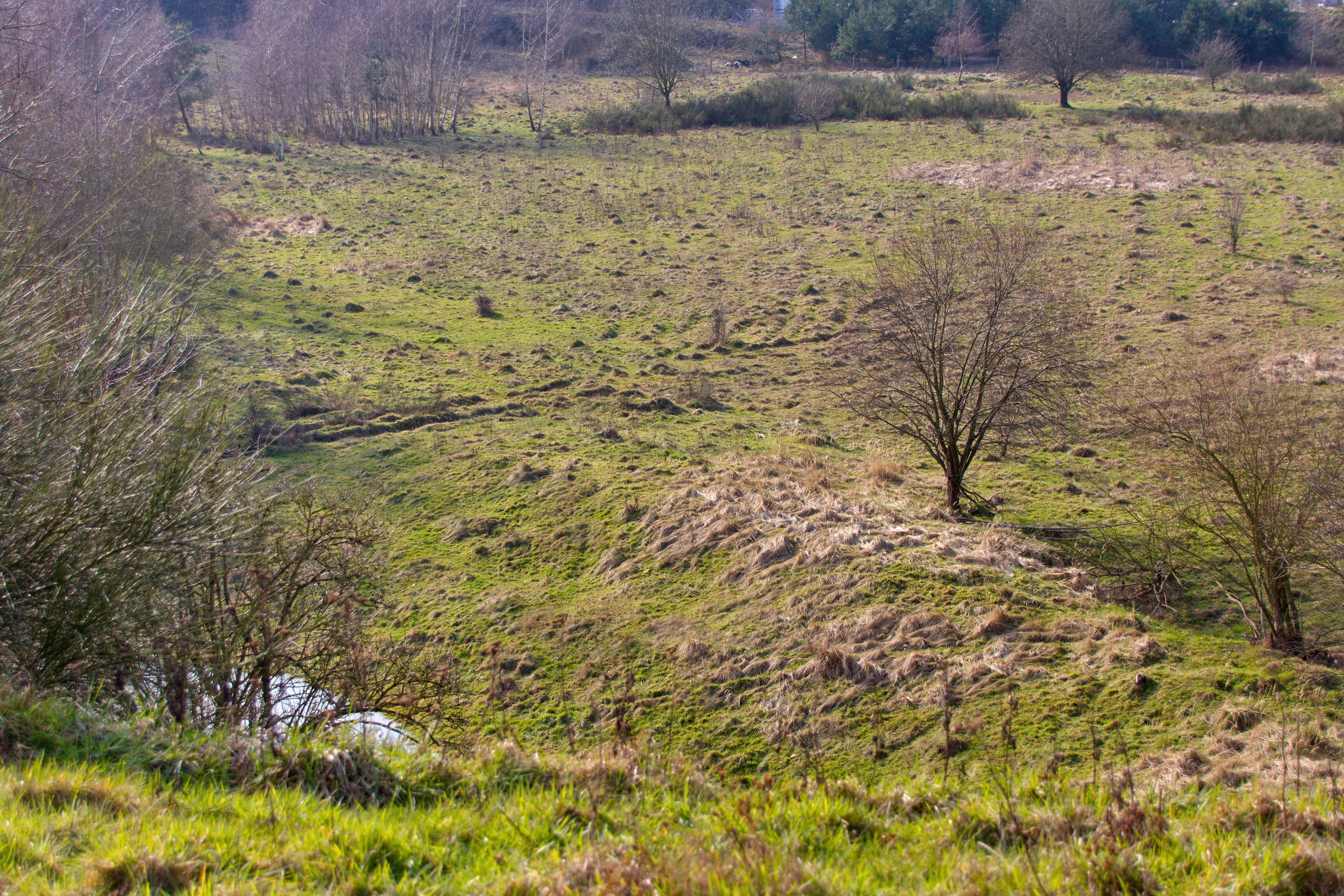
Zandverstuiving (natuurreservaat) Sandgrube Seelenfeld
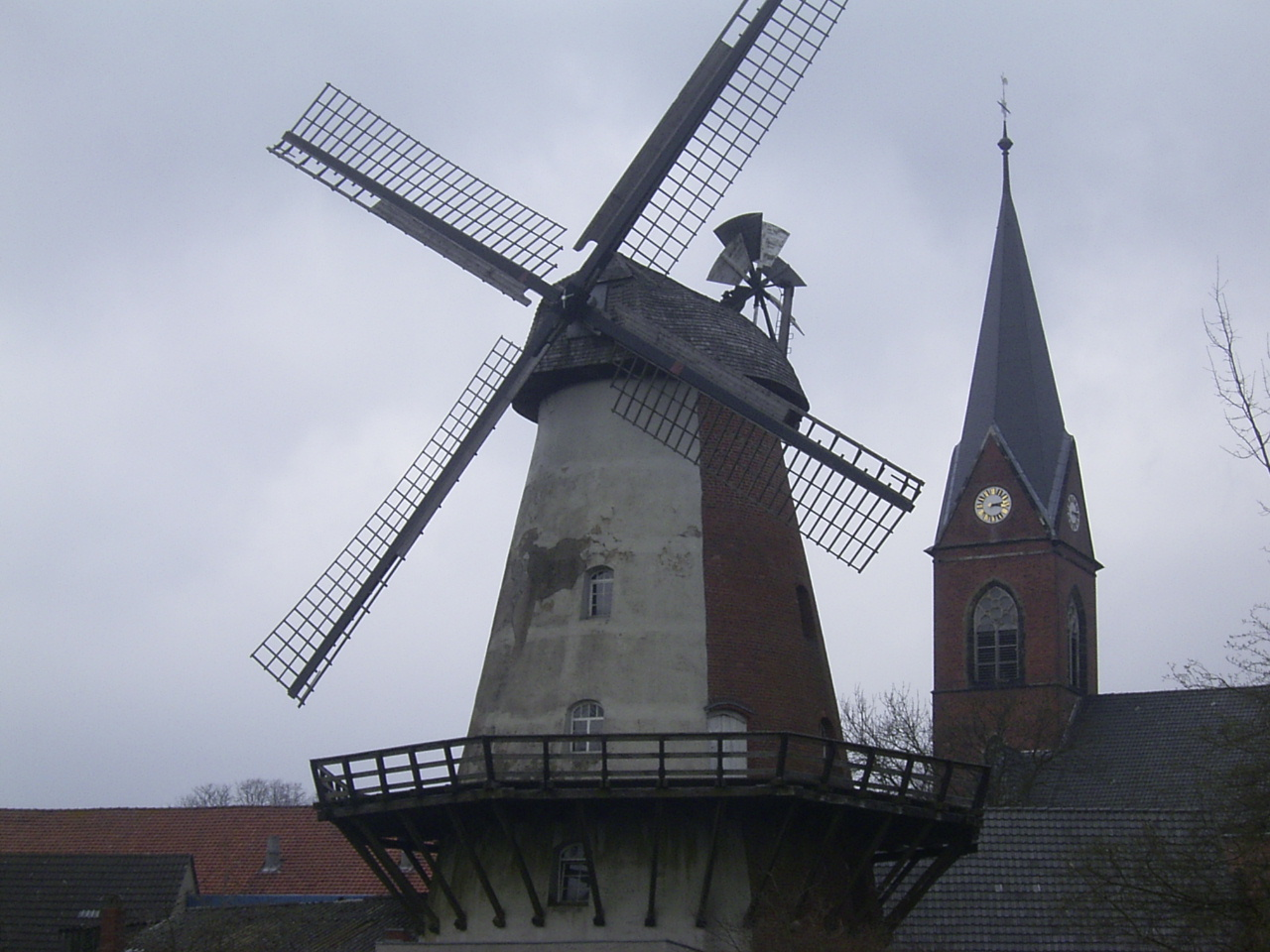
Windmolen Lahde (1876); de molen heeft ook een waterrad
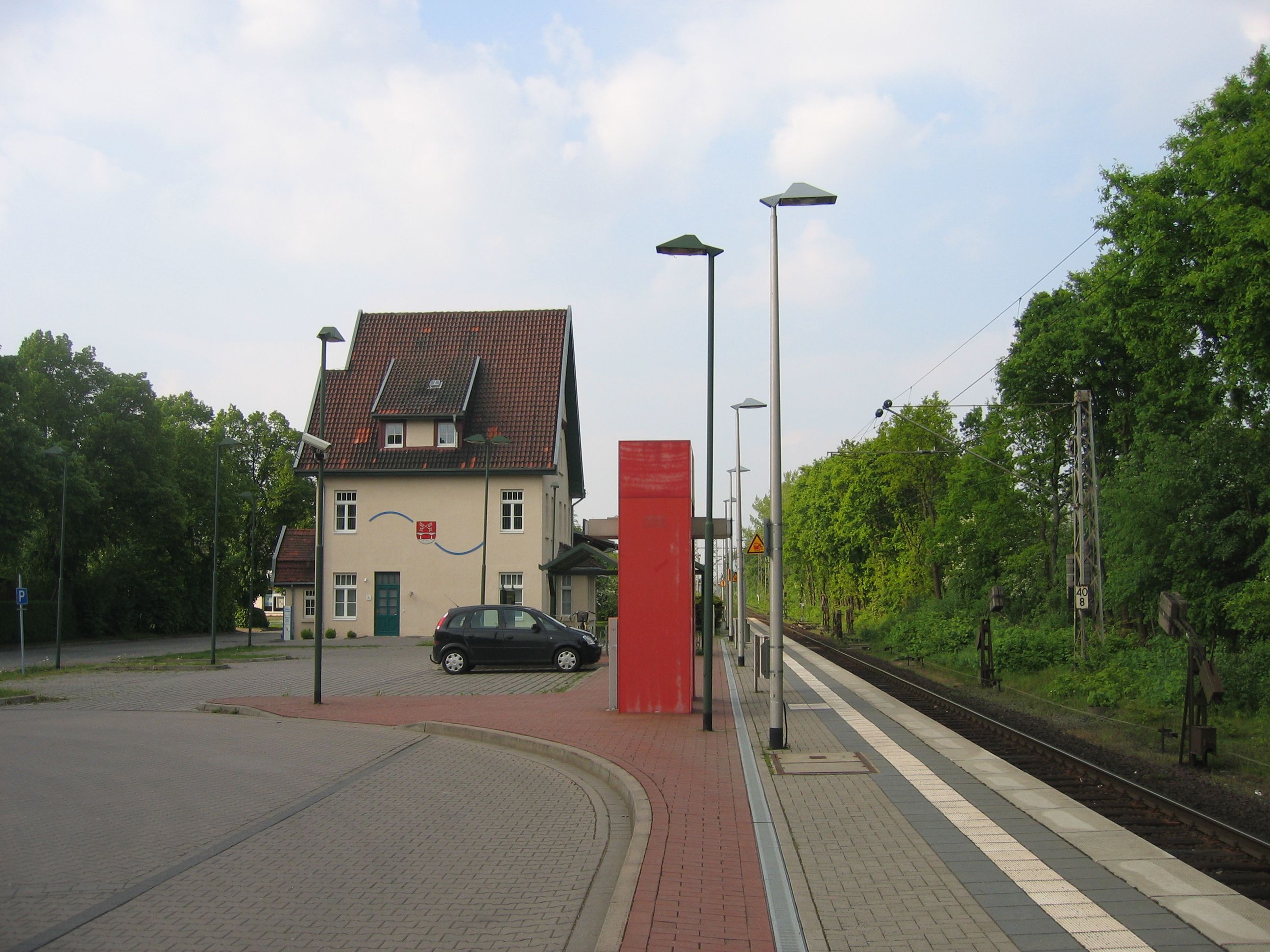
Station Lahde
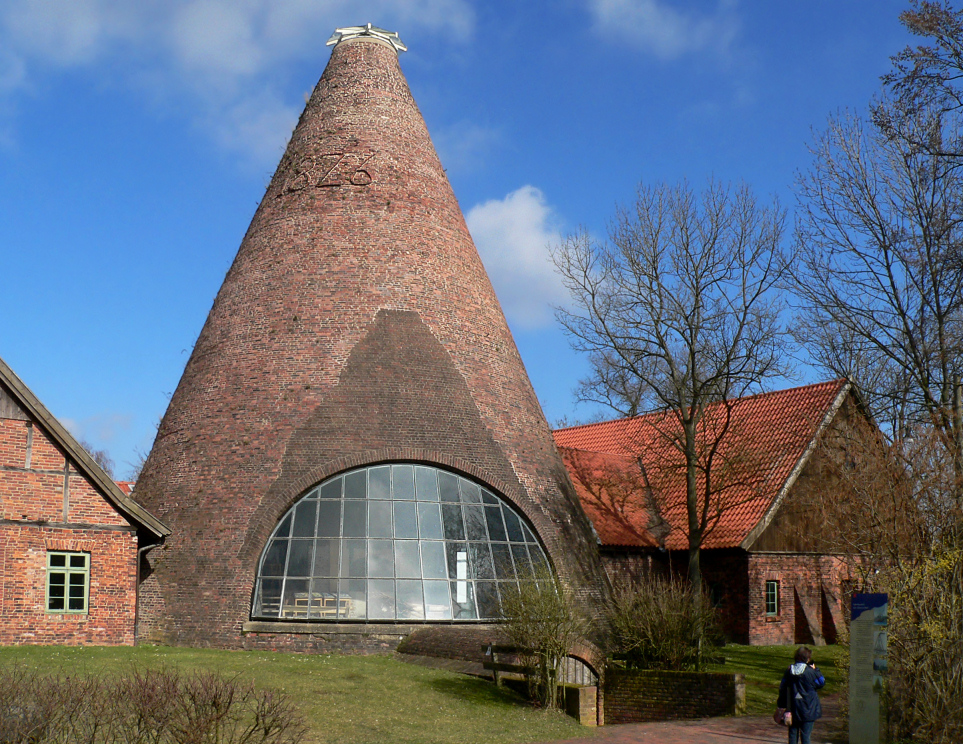
Glasmuseum Gernheim
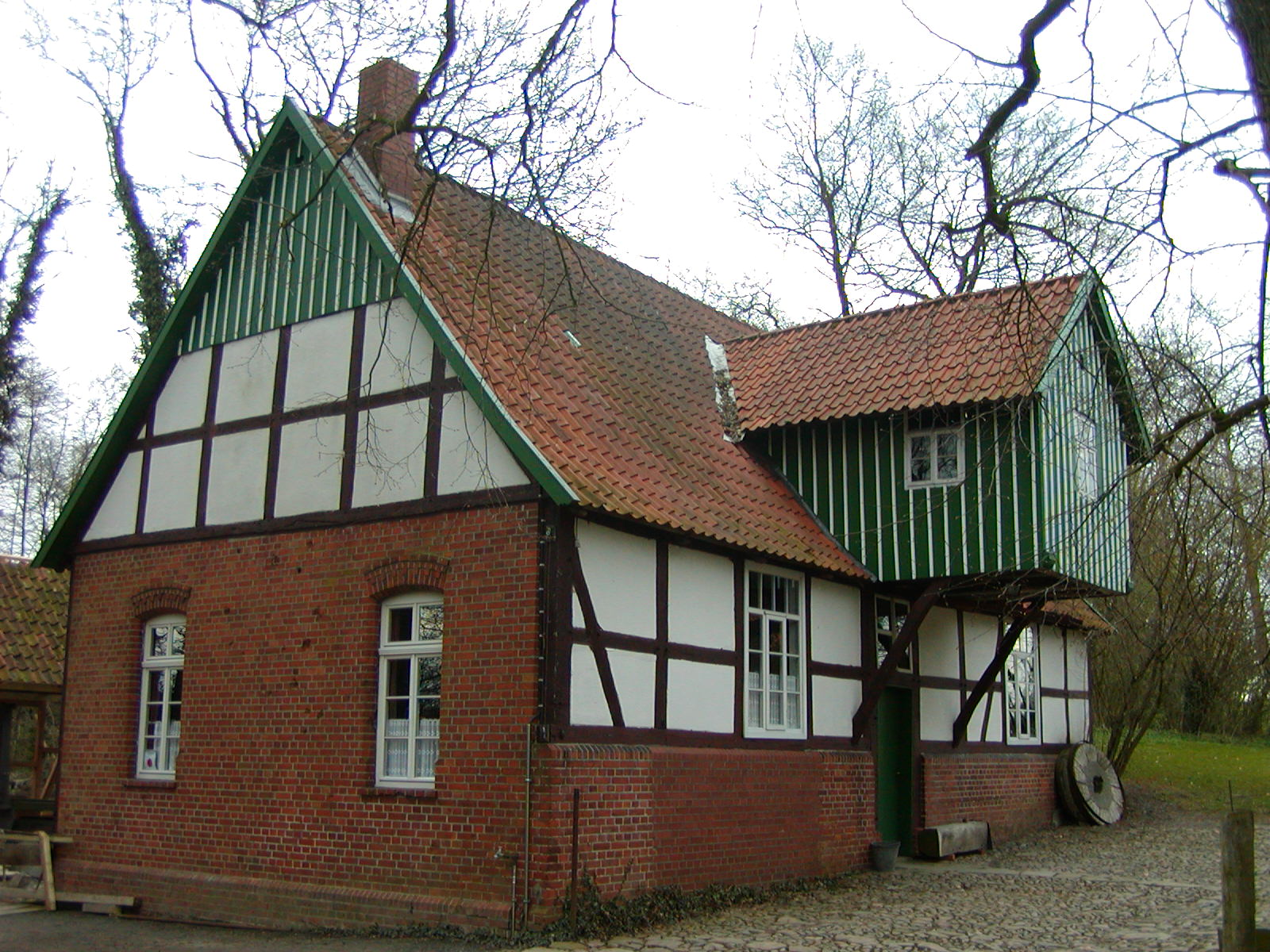
Watermolen Döhren
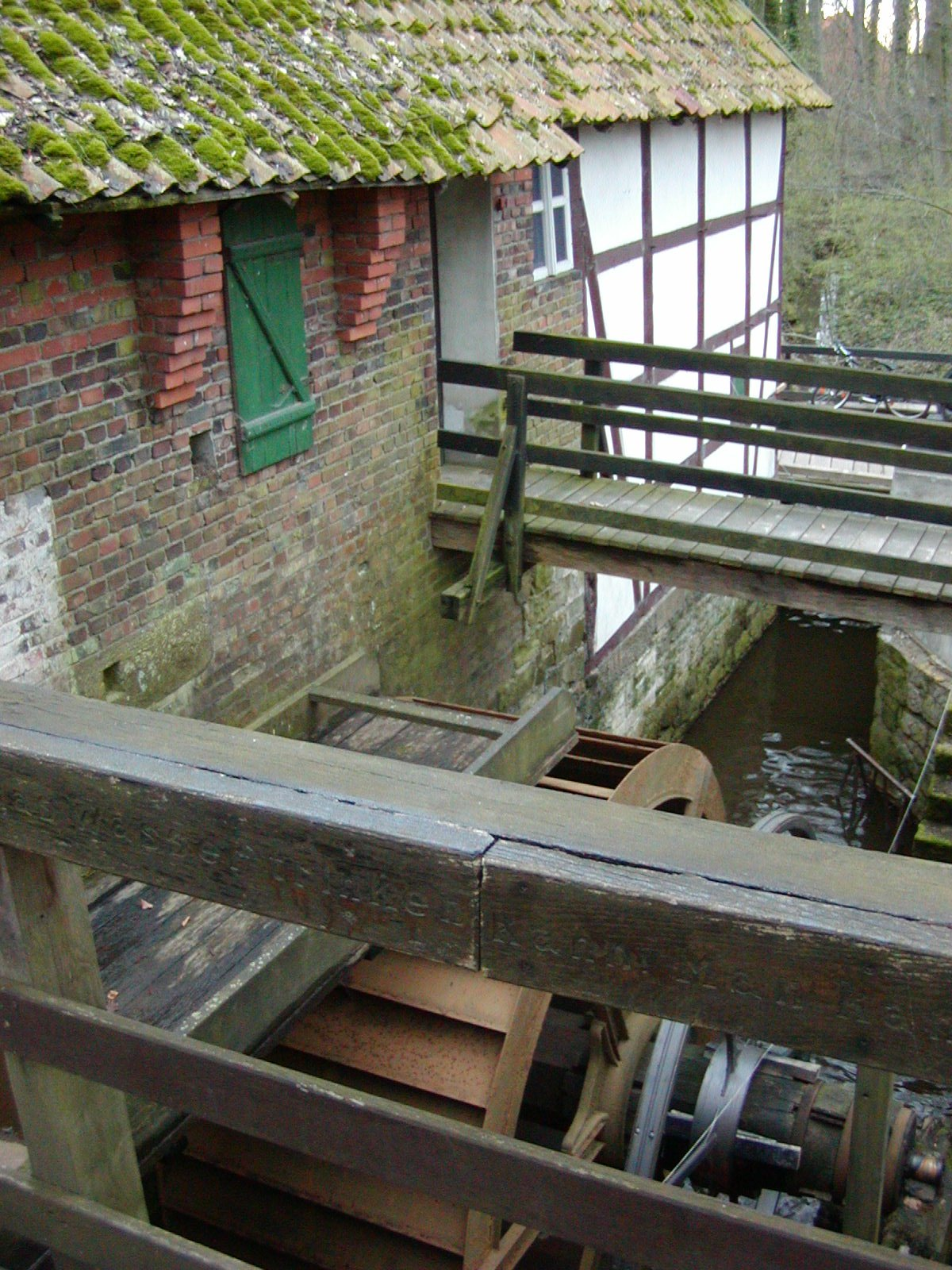
Waterrad van  de watermolen te Döhren
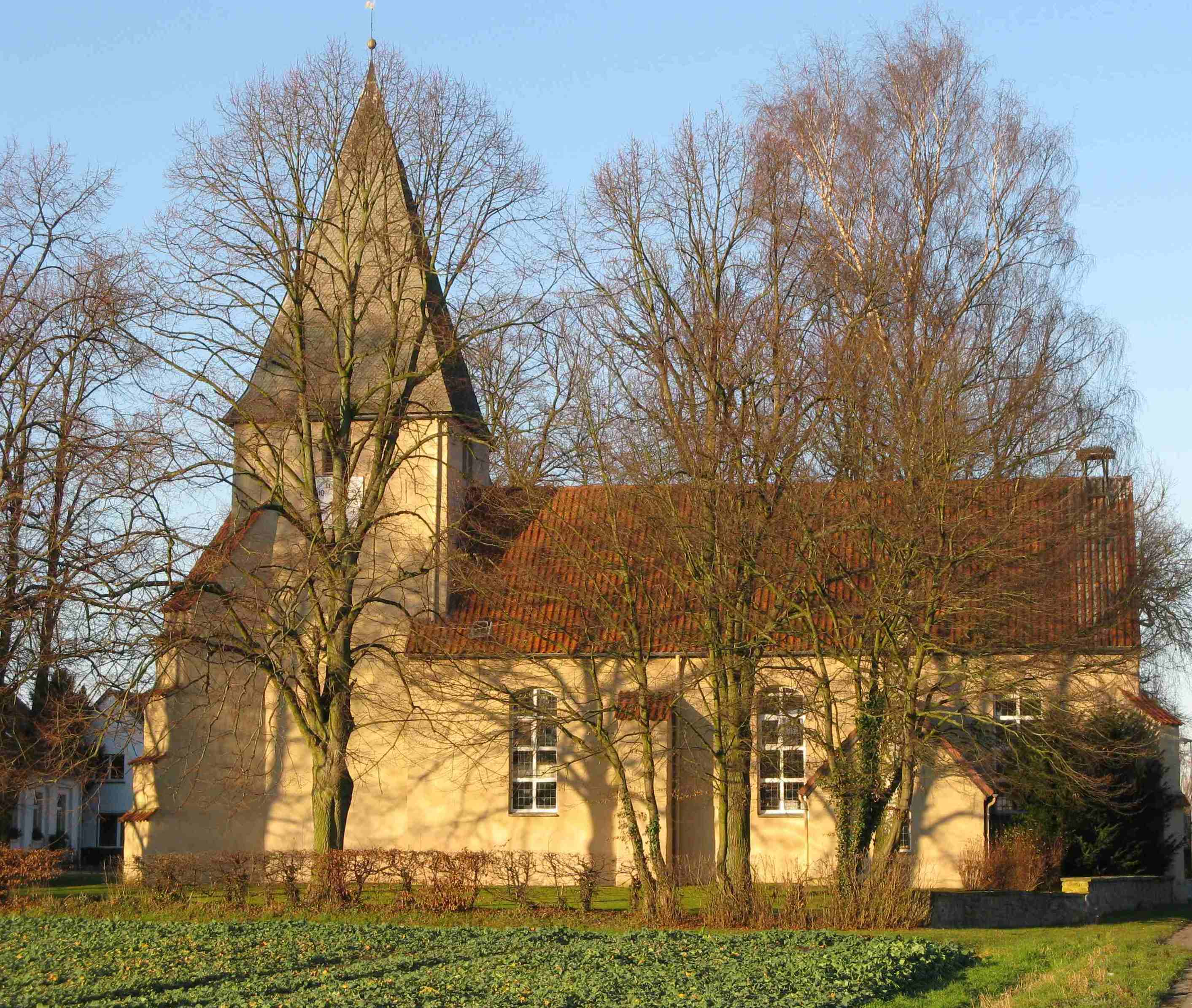
Apostelkirche Ovenstädt
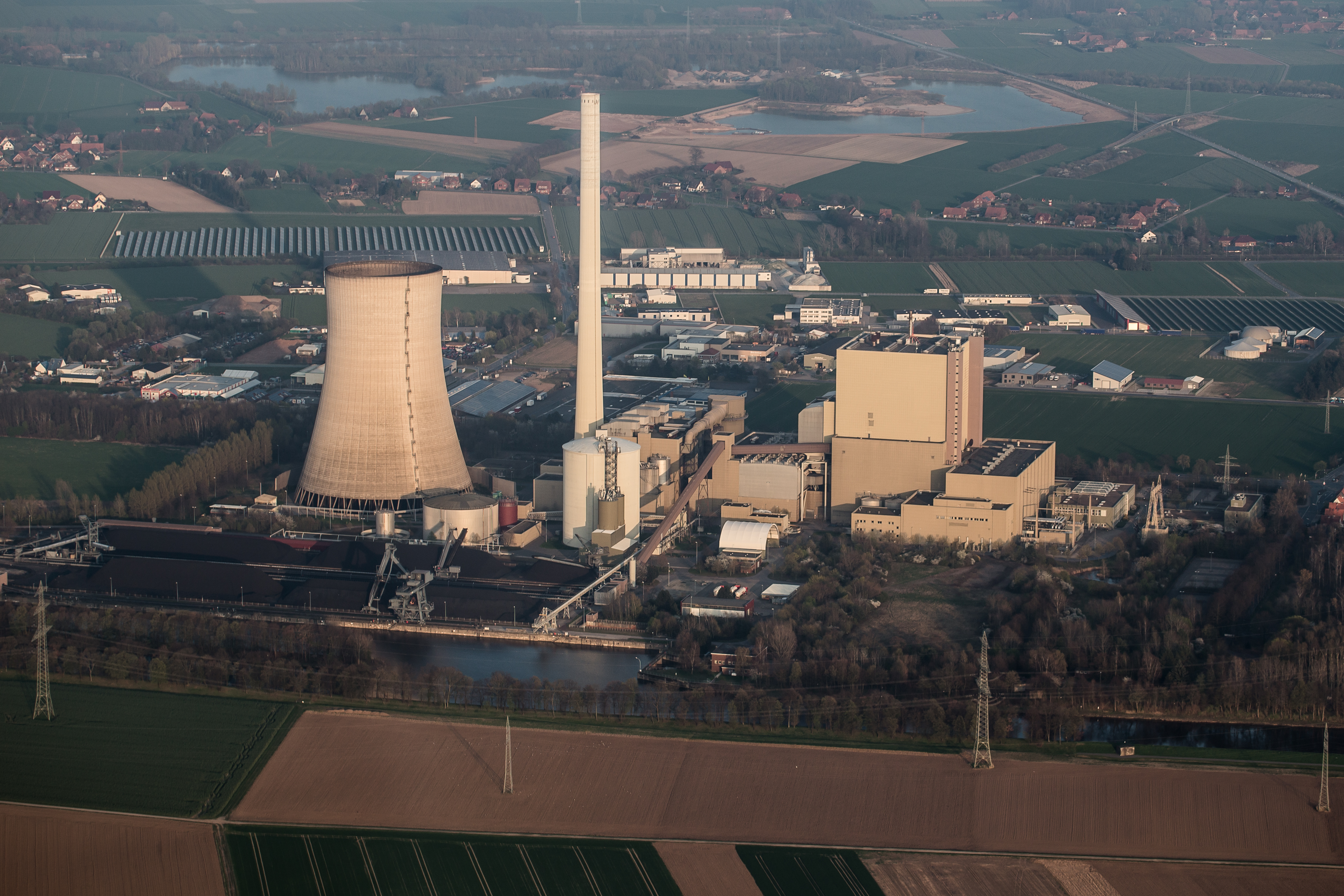
Kolencentrale Heyden

## Partnergemeente
Sedert 1990 bestaat een jumelage tussen Petershagen en de gemeente Petershagen/Eggersdorf, in de deelstaat Brandenburg.